# スペインによるアステカ帝国の征服
メキシコ征服やスペイン・アステカ戦争（1519年–1521年）、テノチティトラン征服としても知られるスペインによるアステカ帝国の征服（スペインによるアステカていこくのせいふく）はスペインによるアメリカ大陸の植民地化における主要な事件の一つであった。スペイン人コンキスタドールや先住民の連合、敗れたアステカによる事件の16世紀の多様な物語がある。単にアステカへの属国とのスペイン侵略者の連合を除くアステカ王国を破ったスペインの小規模な派遣団ではなく、殆どは特にアステカにとって先住民の敵であり対抗者であった。2年を超えてテノチティトランのメシカを破ろうと部隊を連合した。スペインにとってメキシコは25年間の永続的なスペイン人の入植と更にカリブ海地域の探検の後のスペインの新世界の植民地化計画の一環であった。

## メソアメリカ征服における重大な事件
1518年のフアン・デ・グリハルバ率いるその前のユカターン半島への遠征に続いてスペインの征服者エルナン・コルテスはメキシコへの遠征（エストラーダ）を率いた。翌年コルテスとその従者はメキシコに向けて出帆した。アステカ王国に対するスペインの戦役はコルテスが率いるスペイン軍と先住民のトラスカラ王国の連合軍とスィコテンカトル2世が皇帝クアウテモックとアステカ王国の首都テノチティトランを捕らえた1521年8月13日に最終的に勝利した。テノチティトランの陥落は中央メキシコでスペインの支配の始まる端緒となり、テノチティトランの廃墟にメキシコシティの首都を建設した。
コルテスはアステカ三者連合の嘗ての一翼である政治的な対抗者特にトラスカルテカやテツココと同様にアステカ王国の属国の都市国家（アルテペトル）と同盟を結んだ。センポアラ、ウエホツィンゴ、メキシコ盆地の内陸の湖であるテスココ湖沿いの国家などの他の都市国家も参加した。特にスペインの成功にとって重要なのはドニャ・マリナ、後にマリンチェとしてスペインの征服者に知られるマヤ族の奴隷であった多言語（マヤ方言であるナウアトルとスペイン語）を話しナウア語を話す女性であった。訪問に対するアステカの皇帝モクテスマ2世の外交上の抵抗に打ち勝った8か月の戦いと交渉の後、コルテスは付き従うスペイン人と先住民の連合体と住居を定めたテノチティトランに1519年11月8日に到着した。ベラクルス州のトトナクに対するアステカの攻撃中に数人の従者が死んだとの知らせがコルテスに届くと、コルテスはモクテスマを捕らえるよう主張した。カシケまたは先住民の支配者を捕らえることはカリブ海で領土拡大するにあたってありふれた作戦であり、そのためにモクテスマを捕らえることは重大な慣例であったが現代の学者はコルテスとその同胞がこの時モクテスマを捕らえたことに懐疑的である。この時代のスペインの法律によりながら行ったと主張する大きな動機があったが、個人的な著作物の批判的な分析によるとモクテスマはかなり後まで捕らえられなかったことを示している。
コルテスが沿岸部に戻りパンフィロ・デ・ナルバエスの遠征の脅威に対処しにテノチティトランを去る際にコルテスはテノチティトランの担当としてペドロ・デ・アルバラードを残した。コルテスは夜間に攻撃をする計画を携えて沿岸部に小部隊と向かった。ナルバエスの戦艦を撃破すると、コルテスは説得して敵の乗員が多額の富を約束することで同行するようにさせた。テノチティトランに到着すると、コルテスと新たに加わった部隊は宗教式典のさなかに「アステカがスペイン守備隊に反乱を起こした」との知らせを受け取った。アルバラードは軍に非武装の大衆を攻撃するように命じ、後にアステカは反撃を隠蔽するために式典を使ったと主張した。コルテスは敗北は差し迫っていることを理解し、既に脱出することを決定し、アステカは攻撃した。この虐殺は「スペイン人400名と先住民の連合体4000人、多くの馬が本土に到達する前に「殺された」」ことについてNoche Triste（悲しき夜）として最も良く知られている。出典は誰がモクテスマを殺したか一致していないが、モクテスマは殺された。ある記述によると、今では侵攻したスペインの単なる操り人形と国民から見られているモクテスマが憤慨した民衆を静めようと試みた際に、ある発射体に殺された。先住民の話によると、スペイン人がモクテスマを殺した。コルテスはテノチティトランに戻り、従者は1520年6月の悲しき夜に首都を脱出した。スペイン人やトラスカラン、増援部隊は飢餓と天然痘で弱まったアステカ王国に1年後の1521年8月13日に戻った。このことは残るアステカを征服するのを容易にした。スペインの勝利は先住民の連合体からの助力や技術、天然痘の拡大によるアステカ王国の傷つきやすさのせいにされている。結果としてスペインの進んだ技術に対抗するアステカの方策は控えめに表現されている。ハシッヒによると、「大砲や銃、クロスボウ、鋼鉄の刀、馬、軍犬がアステカの武器を上回っていたことは事実である。しかしこのことが数百人のスペイン兵に与えた有利さは圧倒的なものではなかった。」レストールに言わせると、「スペインの武器は先住民の戦士が押し寄せる攻撃線を破壊するのには有利であったが、これは征服に当たっての秘策にはならず、・・・むしろスペインや先住民の増援部隊が到着するまで生き残るための方策であった。」
スペイン軍への先住民連合特にトラスカラとテスココの人々の統合は征服における決定的な役割を演じ、それにも関わらず他の要素がスペインの成功への道筋の基礎を築いた。例えばスペインの上陸の時期や双方のやむにやまれぬ思想、アステカ王国に精通していないスペインの如くである。従ってスペインはアステカ王国内の危険に対する認識や権力構造に対する認識が薄かった。敵の帝国からの「テノチティトランくらいに大きい都市への直接攻撃はありそうもなく未経験であった」。同様に攻撃軍が警告なしに来ることは非常に例外的であった。加えてスペインの征服における歩兵と連合軍の役割は別として騎兵は「征服の決定的な武器」であり「スペイン軍の主要な構成要素」であった。
1519年のコルテスの遠征隊の多くはコルテスを含めてそれまでに戦闘に出会ったことはなかった。戦略と成功した冒険心の方策を学びながら後にスペインの全世代がカリブ海とティエラ・フィルメ（中央アメリカ）の冒険に参加した。スペインのメキシコ征服には認められたやり方での前例があった。
アステカ王国の陥落は後にメキシコとなるヌエバ・エスパーニャと共に海外でスペイン帝国を形成するに当たって主要な事件であった。

### 時系列
- 1428年 – テノチティトランとテスココ、トラコパンの三者連合結成
- 1492年–93年 – コロンブスがカリブ海に到達する。永続的なスペインの入植の始まり
- 1493年–1515年 – カリブ海とスパニッシュ・メインでのスペインの探検や征服、奴隷化、入植
- 1502年 – モクテスマ2世がアステカ三者連合のhuey tlatoani（直訳：「偉大な話者」）皇帝に選ばれる。
- 1503年–09年 – モクテスマの戴冠式が行われる。
- 1504年 – エルナン・コルテスがカリブ海に到達する。
- 1511年 – カリブ海のスペイン総督がキューバを征服し統治するディエゴ・ベラスケスを任命する。
- 1510年～ - フランシスコ・ベラスケス・デ・コロナドが生まれた。
- 1515年 – テスココの君主ナサウアルピリ（英語版）が死去する。カカマツィンが王位を継承する。イストリルソチトル（英語版）の反乱
- 1517年 – ユカターン半島沿岸へのフランシスコ・エルナンデス・デ・コルドバの探検（英語版）
- 1517年 - チョルーラ市がトラスカルテカ連合から脱退する。アステカ三者連合の属国となる。
- 1518年 – ユカターン半島と湾岸地域へのフアン・デ・グリハルバの探検。第3次調査探検を率いるコルテスの任命

1519年

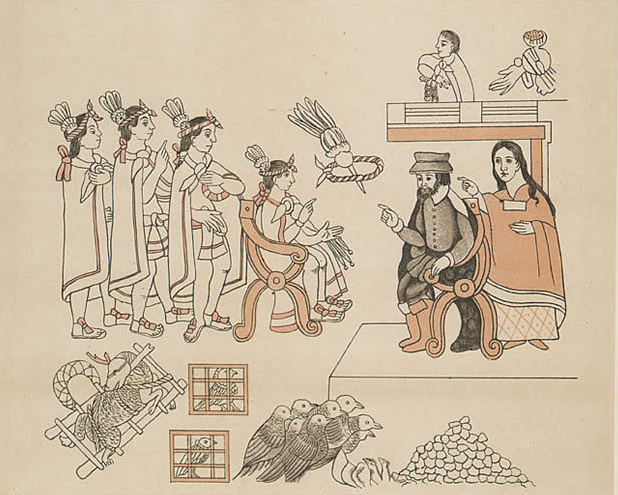
コルテスとその助言者でナウアの女性マリンチェが1519年11月8日にテノチティトランでモクテスマと会う。

- 2月10日 – エルナンデス・デ・コルドバの道順を辿りながらコルテスの探検隊がキューバを出発する。途中でコルテスはベラースケスの探検の取り消しを無視する。
- 1519年前半 – 難破したスペイン人でヨコ・オチョコの二言語話者ヘロニモ・デ・アギラールがコルテスに合流する。

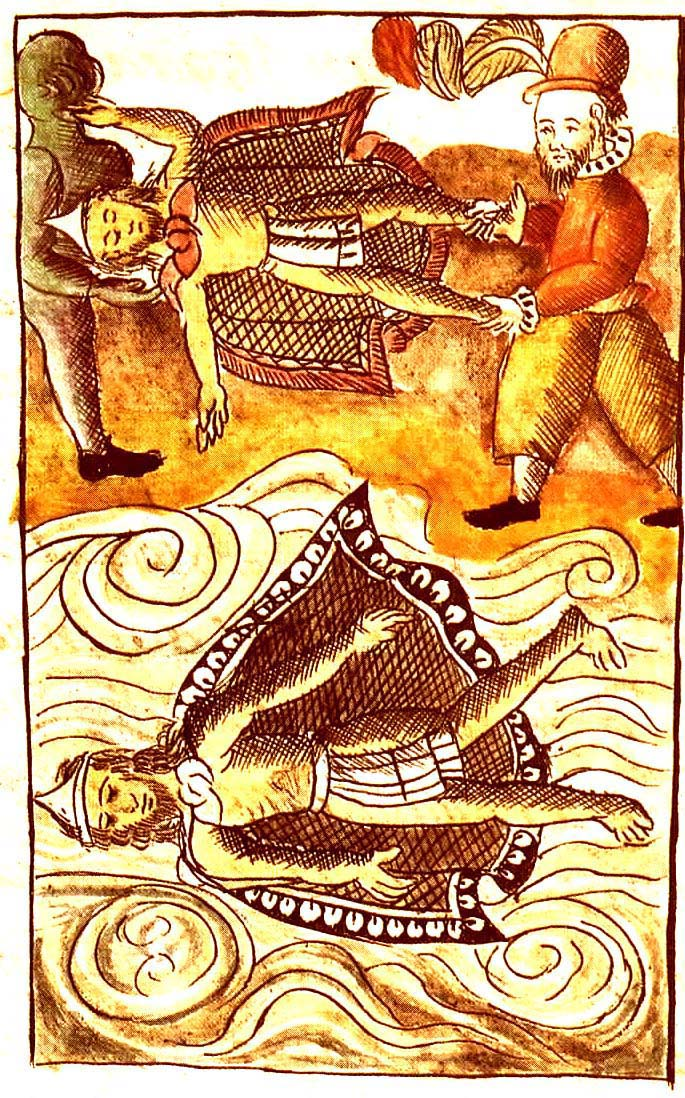
フロレンティーノ古写本に描かれたモクテスマの死

- 3月24日 – ポトカンの指導者がスペインに平和を求め、スペインに奴隷の女性20人を贈る。奴隷であったナウアの女性の一人は（マリンチェやドニャ・マリナ、マリンツェ、マリンツィンとして知られる）多言語を話し、遠征に当たっての主要な通訳の一人として仕えることになる[17]。
- 4月21日 – 遠征隊がサン・フアン・デ・ウリューア近くの湾岸地帯に上陸する[18]。
- 6月前半 – コルテスがビリャ・リカ・デ・ラ・ベラ・クルスの植民を開始し、キアウイストランの入植地近くの海岸に中隊を再配置する[19]。以後スペインはセンポアラに移動し[18]、センポアラの指導者スィコメコアトル（英語版）との（太った代表やカスィケ・ゴルド（英語版）としても知られる）同盟を結成した[20]。この時センポアラはトトナク同盟の首都である。
- 7月・8月 – コルテスの兵士がセンポアラを冒涜する[21]。
- 8月16日 – スィトラタペトルやコフレ・デ・ペトレのような多くの有名な地理的な名所を通過しながらスペインとトトナク同盟はテノチティトラン盆地に向けて行進を開始する[22]。
- 8月31日 – トラスカルテカがトラスカリャンに入城した後のスペインを攻撃する。騎手2人を殺すことに成功する[23]。
- 9月 – トラスカルテカが昼間にスペインの兵舎を侵害し、スペインは夜間に非武装のトラスカルテカの町や村を襲撃することで応じる。スペインは半分の騎兵隊と5分の1の兵を失ったことを指摘することで18日間の辛い戦争の後で平和の妥協点を探る[24][25][6]。
- 10月 – チョルーラへの行進。征服者が非武装のチョルーラ人を虐殺し、その時スペインとトラスカラがチョルーラ人を追い出すために部隊を連合させ、チョルーラの政治指導部をトラスカラ派の貴族に置き換える。恐らく今にも起こりそうな攻撃を鎮圧したり分離によるチョルーラに対する双方の的確な復讐へのトラスカルテカの計画を実行し新たなスペイン連合を試す論争中の理由で虐殺が発生した[26][6]。
- 1519年11月8日 – コルテスとモクテスマの会見

1520年

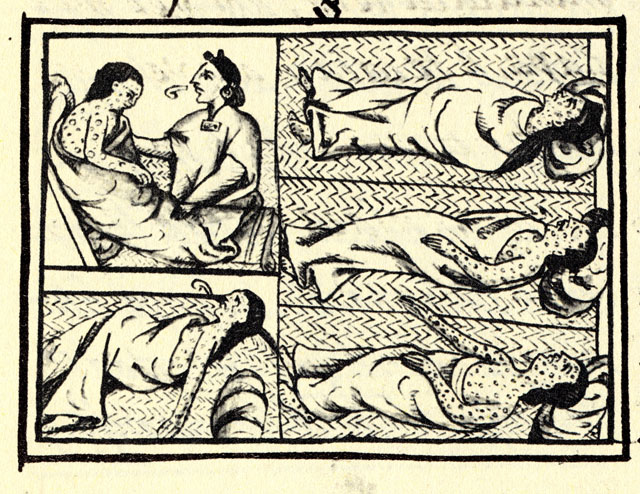
フロレンティーノ古写本のメキシコ征服に関する第7巻に描かれた天然痘

- 4月か5月 – コルテスを抑えるためにベラスケス総督により送られたパンフィロ・デ・ナルバエスが湾岸地域に到着する。
- 5月中旬 – ペドロ・デ・アルバラードがトスカトルを執り行いながらアステカの精鋭を虐殺（英語版）する。
- 5月後半 – コルテス軍がセンポアラのナルバエス軍を攻撃する。このスペイン人をコルテス軍に編入する。
- 6月24日 – スペイン軍がテノチティトランに戻る。
- 6月後半 – テノチティトランで反乱。不明な状況でのモクテスマの死。恐らくスペイン人か自身の民衆に殺された。他の三者連合の指導者の死。
- 6月30日 – 「悲しき夜」 – テノチティトランからのスペイン・トラスカルテカ連合軍の避難。恐らくスペイン人1000人とトラスカルテカ人1000人が死ぬ。
- 7月9日か10日 – オトゥンバの戦い（英語版）。アステカ軍がオトゥンバでスペイン・トラスカルテカ軍を攻撃する。
- 7月11日か12日 – トラスカラへの撤退
- 8月1日 – 住民によるスペイン人殺害への報復としてテペアカのスペインの懲罰的遠征[27]
- 9月中旬 – モクテスマの後継者としてのクィトラワクの戴冠式
- 10月中旬から12月中旬まで – 天然痘流行：恐らく天然痘で12月4日にクィトラワクが死去する。
- 12月後半 – スペイン・トラスカルテカ軍がメキシコ盆地に戻る。イストリルソチトルのテスコカ軍との連携。

1521年

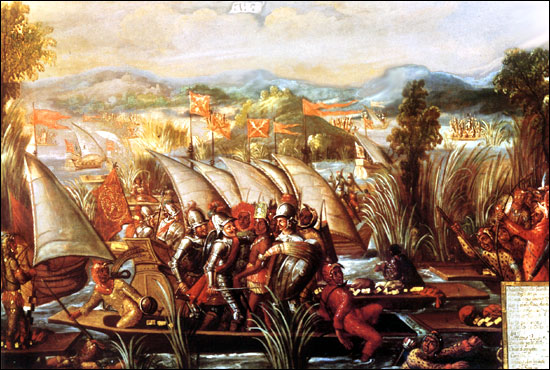
クアウテモックの捕獲。17世紀、カンバス上の油彩画。

- 1月後半 – クアウテモックがテノチティトランのhuey tlatoaniに選ばれる。
- 2月 – 連合したスペイン・トラスカルテカ・テスコカ軍がサルトカンとトラコパンを攻撃する。テスココがテノチティトランに対する戦役の基地となる。
- 4月前半 – 解雇による事件に続いてヤウテペクとクエナバカに対する攻撃
- 4月中旬 – 連合軍がテノチティトランの同盟国ソチミルカンに敗れる。
- 4月後半 – スペインの監督の下でのトラスカルテカ労働者による浅底のブリガンティン13隻の建造。大砲を据え付けた。スペインに内陸の海を支配させながらテスココ湖に出航した。
- 5月10日 – テノチティトラン包囲攻撃開始。チャプルテペクからの飲料水が断ち切られる。
- 6月30日 – あぜ道でのスペイン・トラスカルテカ軍の敗北。テノチティトランのスペイン人と馬の捕獲と儀式的損害
- 7月 – スペイン船が大量のスペイン人や軍需品、馬を乗せてベラクルスに上陸する。
- 7月20日–25日 – テノチティトランの戦い
- 8月1日 – スペイン・トラスカラ・テスココ軍がプラサ・マヨルに入城する。アステカ防衛軍の最後のよりどころであった。
- 8月13日 – アステカ防衛軍の投降。クアウテモック捕獲。
- 8月13日–17日 – テノチティトランで生き残った人々への無差別の解雇と暴力

1522年
- 10月 – カール5世がコルテスを中央メキシコのスペイン名ヌエバ・エスパーニャの総督に任命する。
- 11月 – コルテスの妻カタリナ・スアーレスが新しい首都メキシコシティがテノチティトランの廃墟に建設されている間コルテスが住んでいたコヨアカンで死去する。
- コルテスの国王への2つめの手紙がスペインセルビアで出版される。

1524年
- メキシコへの最初のフランシスコ会宣教師12人（英語版）の到着。先住民をキリスト教に改宗させる「精神的征服」の始まり[28]。
- ホンジュラスへの征服者クリストーバル・デ・オリド（英語版）の遠征。コルテスの権威との関係を断絶する。コルテスが捕らえたクアウテモックとホンジュラスに遠征する。

1525年
- 2月 – クアウテモックなどの嘗ての三者連合の指導者3人の処刑
- 嘗ての「副王」（cihuacoatl）ドン・フアン・ベラースケス・トラコツィンがメキシコシティーの先住民地域の知事に任命される。

1525年–30年
- スペインのグアテマラ征服（英語版）

1527年–1547年
- スペインのチアパス征服（英語版）

## メソアメリカ征服についての出典

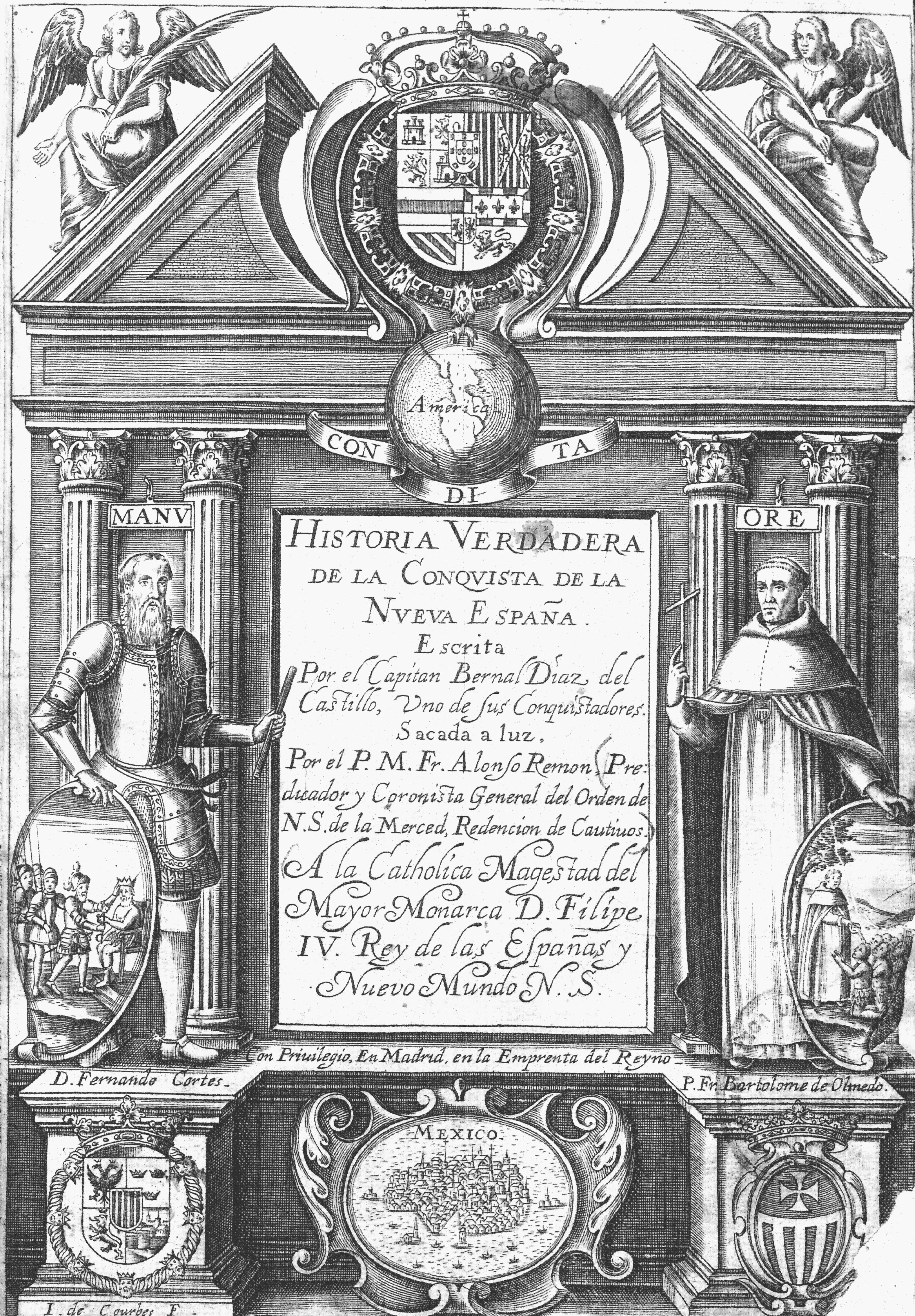
ベルナル・ディアス・デル・カスティリョのヌエバ・エスパーニャ征服の本当の歴史

コロンブス到達以前の大文明の最初の破壊であるメキシコ征服は世界史上重大な事件である。この征服は同盟国と相手方双方により先住民の記録など異なる視点の様々な出典によりかなり文書化された。スペイン征服者による記録は（聖金曜日（1519年4月22日）の）メキシコベラクルスの陸地初認から1521年8月13日のテノチティトランでのメシカに対する最終勝利まで存在している。特にスペイン側と先住民側が同様に征服の記録は偏見と誇張がある。全てではないが、スペイン側の記録には先住民の同邦の支援を控えめに扱う物がある。先住民連合の記録がスペインにとっての勝利への忠誠と重要性を強調する一方で、征服者の記録は仲間を犠牲にして征服への個々の貢献を誇張している。こうした記録はベネメーリト請願として知られる恩賞のための請願書に含まれるスペイン征服者の記録と同様である。
敗れた先住民の視点からの2つの冗長な記録は先住民の資料提供者を使いながらスペイン人托鉢修道士フランシスコ会のベルナルディーノ・デ・サアグンとドミニコ会士のディエゴ・ドゥランの方針に基づいて作られた。
ナヌアトルは完全なアルファベットがなかったので、現存する先住民の出典の大半は後にスペイン到着後にラテン文字に触れたナヌアトル語話者が再収集した物である。ジンジャリッシュはトラテロルコの到着を（1524年?-1528年）「多分征服に要した3年か4年でラテン文字やアルファベットを使うことを学ばなければならなかった先住民の書いたナウアトル語の最古の記録写本の一つ」と確認した。
しかしロカートはこの写本を後の1540年以後の物と主張し、実際は先住民の出典の大半はスペインの司祭の影響を受けて相互作用を通じてこの事件の後の世代を記録したと主張した。指摘するように「『純粋な』ナウアトルの文書は数点のコルテス以前の絵文字の古写本を除いて存在しない。ナウアトルの文書は全て1521年以降に司祭により直接あるいは直接司祭の監督の下で働く学生によりあるいは新しい宗教の必要性を理解するのに十分長くキリスト教の学校で学んだ嘗ての学生により記録された。書き言葉は貴族や司祭階級の個人的な所有物であった。」
最初のスペイン側の征服記録は自身の行動を正当化する自分の視点の同時代の征服記録を示すスペイン君主カール5世への一連の手紙を送った指導的征服者エルナン・コルテスにより書かれた。これは殆どすぐにスペインで刊行され、後にヨーロッパの他の地域で刊行された。後に中央メキシコの征服における経験豊かな参加者スペインの征服者ベルナル・ディアス・デル・カスティリョはコルテスの公式の伝記作家フランシスコ・ローペス・デ・ゴーマラによる記録に対抗してヌエバ・エスパーニャ征服の本当の歴史と呼ぶものを書いた。ベルナル・ディアスの記録は恩賞のためのベネメーリト請願として始まったが、拡大してその前のカリブ海とティエラ・フィルメの探検やアステカ征服の完全な歴史を包含した。フアン・ディーアスやアンドレース・デ・タピア、ガルシーア・デル・ピラル、フランシスコ・デ・アギラルなどのスペインの多数の下級征服者は征服における寄与に対する恩賞を求めてスペイン国王にベネメーリト請願を書いた。コルテスの右腕ペドロ・デ・アルバラードは生涯新世界での行動について書かず、1542年のミシュトン戦争で活躍した者として死んだ。グアテマラでのアルバラードの戦役に関するコルテスへの2通の手紙がコンキスタドールで発表された。
所謂「匿名の征服者」の年代記は12世紀前半の英語への翻訳でヌエバ・エスパーニャとテメスティタンの大都市のある物の物語（例えばテノチティトラン）と題する16世紀のある時期に書かれた。貢献に対する恩賞のための請願というよりも多くのスペインの記録のように匿名の征服者は征服の際の固有の状況について報告を作った。記録はメキシコ史の記述で18世紀のジェスイットフランシスコ・ハビエル・クラビヘロにより使われた。

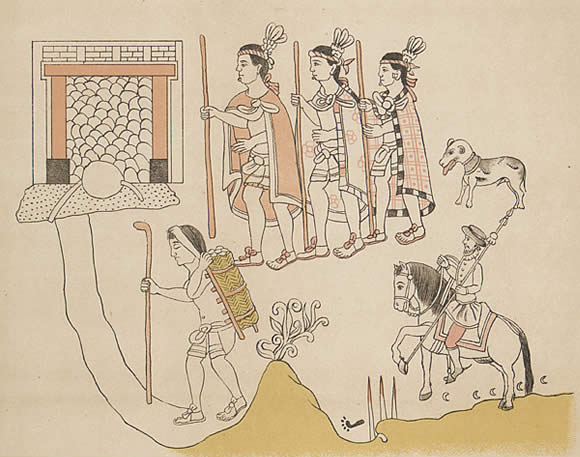
スペインの戦士やスペインの軍犬と同じく指導者や門番を示すスペインのトラスカラ連合。リエンソ・デ・トラスカラ

先住民の側ではコルテスの連合軍特にトラスカラは自身のための特別な恩恵を主張しながら大規模に征服におけるスペイン国王への貢献について書いた。この中で最も重要なのは絵画のリエンソ・デ・トラスカラ（1585年）やディエゴ・ムニョス・カマルゴによるトラスカラの歴史である。余り成功しなかったが、トラスカラ近郊のウエソツィンコ（またはウエホツィンコ）からのナウア連合は自分達の貢献がスペインから無視されたと主張した。スペイン国王へのナワトル語の手紙で先住民のウエソツィンコの酋長はこの事例を様々な貢献に当てはめた。この手紙はナワトル語で出版され、1991年にWe People Here: Nahuatl Accounts of the Conquest of Mexicoでジェームズ・ロカートによる英語への翻訳版で出版されている。そこでテスココの愛国者と貴族は更にテスココが特にスペインがテノチティトランから追い出された後にコンキスタドールへの支援について十分な恩賞を受けていないと言ってスペイン語でスペイン国王に請願した。
征服で最も良く知られている先住民の記録はベルナルディーノ・デ・サアグンのヌエバ・エスパーニャの文物の総合史の第12巻で、絵画の付いたナワトル語とスペイン語の平行コラムでフロレンティーノ古写本として出版された。もっぱら先住民の視点から変わりスペイン人特にエルナン・コルテスを上陸させる決定的な連結経路を挿入する征服記録のサアグンの1585年の改訂は余り知られていない。スペインの托鉢修道士が編集した別の先住民の記録は多くの色絵の付いた1581年からのドミニコ会のディエゴ・ドゥランのヌエバ・エスパーニャのインド諸国史である。
初期のナワトル語の先住民の記録で恐らく1540年以降のナウアの視点による文書アナレス・デ・トラテロルコは出版されるまで先住民の手に残っていた。この重要な原稿の抜粋は1991年にナワトル語の写本と英語に翻訳されたものでジェームズ・ロカートにより出版された。授業で使うための英語の一般的な選集は1992年からのミゲル・レオーン・ポルティリャの壊れた投げ槍：メキシコ征服のアステカの記録である。驚くことではないが、メキシコ征服の16世紀の記録の出版物や再版物は最初の遭遇に学問的かつ一般的な関心が湧き上がったクリストファー・コロンブスの最初の航海の500周年の1992年頃に現れた。
中央メキシコのスペインの戦役の一般的で永久的な物語はニューイングランド生まれの19世紀の歴史家ウィリアム・ヒックリング・プレスコットによるものである。初版が1843年のメキシコ征服史は征服の重要な統一された物語形式の総合体を残している。殆どは書いていた19世紀半ばには出版されなかったが、プレスコットは16世紀からのあらゆる公式の著作物を読み利用した。現在では失われた原本からのプレスコットの作業のためにスペインで行われたのでベルナルディノ・デ・サアグーンの征服の記録の1585年版が今日写本の形でのみ残っているのはあり得ることである。現代の学者は偏見と短所を指摘するが、「プレスコット版のようなメキシコ征服の主要な事件や危機、推移の統一された物語を得る機会はどこにもない。」

### アステカから見た征服の前兆

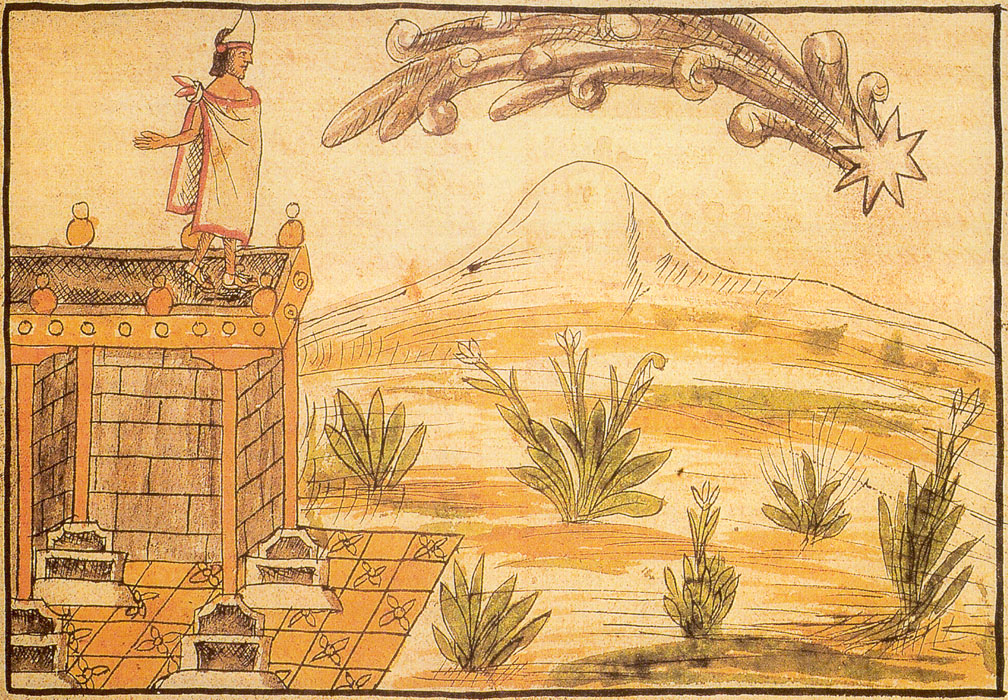
今にも起こりそうな危機の兆しと解釈されるモクテスマが見た彗星。先住民の資料提供者からのディエゴ・ドゥランの記録。

16世紀半ばから後半にかけてフランシスコ会ベルナルディーノ・デ・サアグンとドミニコ会ディエゴ・ドゥランが記録した出典に征服の不可思議な前兆と解釈される事件の記録がある。この二つの物語はスペインの敵の視点の本格的な物語である。アステカ王国の征服についての最も直接的な記録（神聖ローマ皇帝カール5世へのエルナン・コルテスの手紙とベルナル・ディアス・デル・カスティリョの一人称の物語ヌエバ・エスパーニャ征服の本当の歴史）はスペイン人が書いた。トラスカラのような特定の先住民の視点を投影する傾向があるために征服の結果として影響した先住民の主な出典は殆ど使われていない。先住民の記録は1525年には象形文字で書かれた。後の記録はアステカなどの中央メキシコの先住民族の自らの語り口ナワトル語で書かれた。
自らの形態で征服を物語る敗れたメシカの先住民の記録はメキシコ湾からのスペイン到着に先立つ9年間に起きたと考えられる8つの前兆を述べている。
1510年、アステカの皇帝モクテスマ2世はテスココのトラトアニと同じく偉大な予言者としての名声のあるナサウアルピリの訪問を受けた。ナサウアルピリはモクテスマに数年中にアステカの都市が破壊されるので用心しなければならないと警告した。立ち去る前にモクテスマが言われることが事実であると知る前兆があるだろうと言った。長い時が過ぎ特にナサウアルピリの死後に数件の不可思議な前兆が現れた。
8件の不吉な前兆と不思議な出来事：:3–11

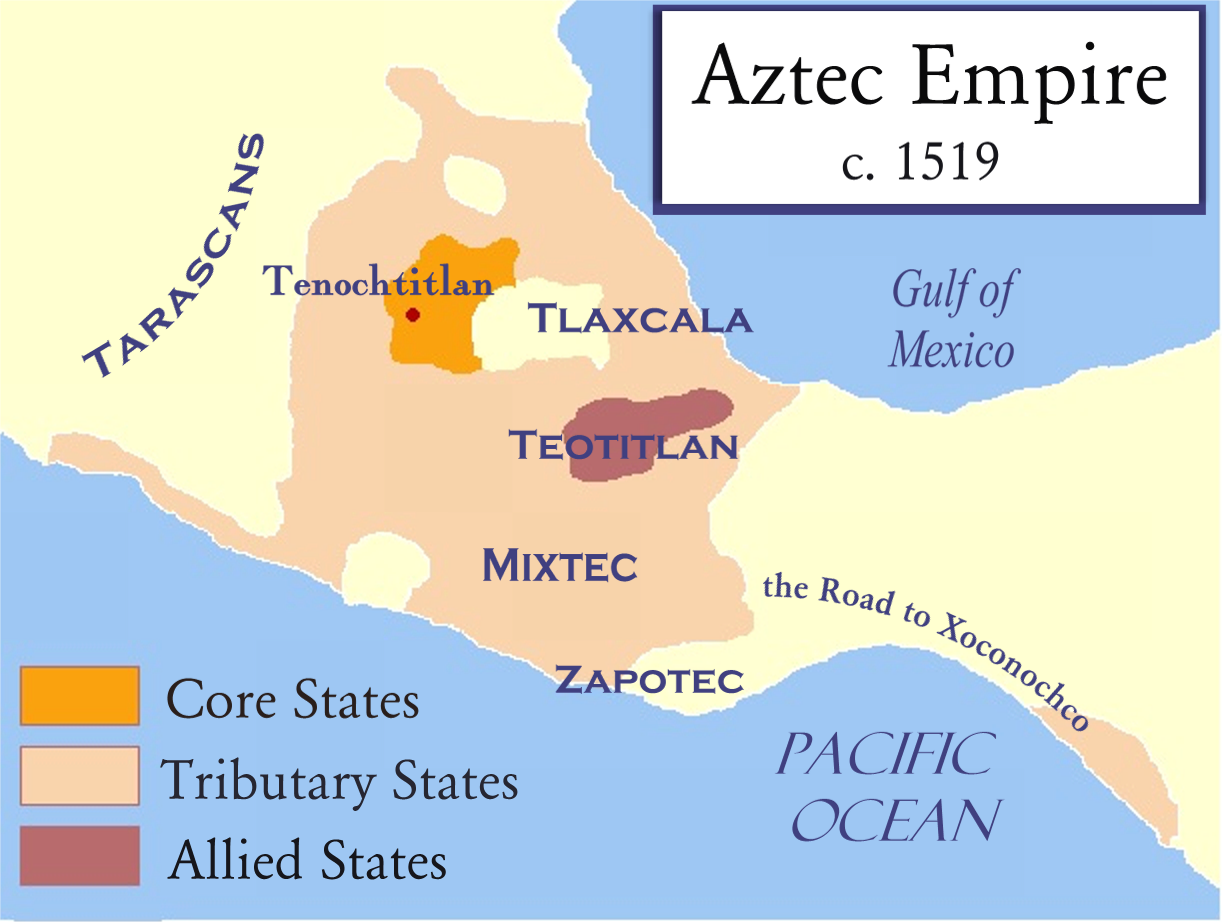
スペイン侵攻前夜のアステカ王国

1. 深夜から夜明けまで現れた炎の話、1517年に炎を雨のように降らせた模様（12宮）
2. ウィツィロポチトリの寺院を破壊する炎
3. シウテクトリの麦藁寺院を崩壊させる雷
4. 日に3回空を横切ってなびく炎又は彗星の出現
5. テノチティトラン近郊の湖の沸騰する海と洪水
6. 夜中に「この都市から遠く逃げろ」とアステカ人に泣き叫ぶ女（シワコアトル）
7. モクテスマ2世がママルワツトリと漁師が捕らえた鳥のとさかの鏡に「良い子に似ている動物の背に」上る戦士の図を見た。
8. 通りを走る双頭の男トラカンツォリ

更にトラスカラは「毎朝日の出前の3時間に東で輝く輝き」とマトラルクエエ渓谷からの「塵の旋風」があった:11。ディアスによると、「征服し支配することになるこのカシケも特に崇拝する偶像の一つが日の出の方向の遠い土地からの人の到達を予言したという先祖から聞いた伝統について語った。」:181アステカ人が本当に信じたか異論のあることではあるが、スペイン人は不可思議と考え反応する方法が分からなかったために、一部の記録はこの偶像または神はケツァルコアトルと主張しアステカ人は敗れたと主張することになる。
前兆は歴史は繰り返すと信じるアステカ族にとって非常に重要であった。多くの現代の学者はそのような前兆が起きたかメシカが敗北したことの説明を助ける遡及的な創作であるか疑っている。一部の学者は「この前兆の話の最もあり得る解釈は（全部ではなくとも）一部は起こった」と議論しているが、「メキシコ王国のその後を書く頭の良いメキシコ人と托鉢修道士が自身の記憶をヨーロッパで起きたことを知っていることに結びつけることに満足した」ことは非常にあり得ると認めている。
スペインの司祭が監督した物を含め前兆や嘗てのアステカの神々の帰還を述べる多くの出典は1521年のテノチティトラン陥落後に書かれた物である。一部の民族史学者はスペインが到達した時に先住民と指導者はいかなる意味でも超自然的なものとは見ず単に他の強力な外来者と見たと言っている。一部の歴史学者によると、モクテスマは理性的にスペインの侵攻に応じた。この歴史学者はこのことはモクテスマがスペインは不可思議な存在とは考えなかったことを意味していると考えている。多くのスペインの記録は予定されている征服の性質と見成功をスペインの運命と見たと力説する前兆を合体させた。これは先住民の前兆に対する主眼点と侵攻に直面した際の狼狽が「スペインを喜ばそうとしたか指導力を発揮するモクテスマやテノチティトランの戦士の失敗に憤慨する情報提供者による征服後の解釈である可能性がある」ことを意味する。ヒュー・トーマスはコルテスが神か他の国の偉大な王の大使であるかで困惑しどっちつかずであったと結論づけている。スペインが1519年に到着したので、モクテスマはこの年がケツァルコアトルが戻ると約束されていた年セ・アカトルの年であることを知っていた。嘗てフアン・デ・グリハルバの遠征で他のアステカ王国の皆と同じくモクテスマが結局ケツァルコアトルが戻ると考えることになったのでモクテスマはこの人達はケツァルコアトルの使者であると考えた。モクテスマでさえテノチティトランにもたらしたグリハルバが残し神聖な宗教上の記念品とみなすガラス製のビーズを持っていた。

## スペインの遠征
スペインはクリストファー・コロンブスの2度目の探検が行われた1493年にイスパニョーラ島への永続的な入植を開始した。特定の種類の金や金を採掘する先住民の労働などの労力のいる労働への入手権を求めてスペインはカリブ海とスパニッシュ・メインへの探検と入植を更に行った。新世界へのスペインの最初の入植から25年後に調査探検隊がメキシコ沿岸に送られた。

### ユカターン半島へのスペインの初期の遠征

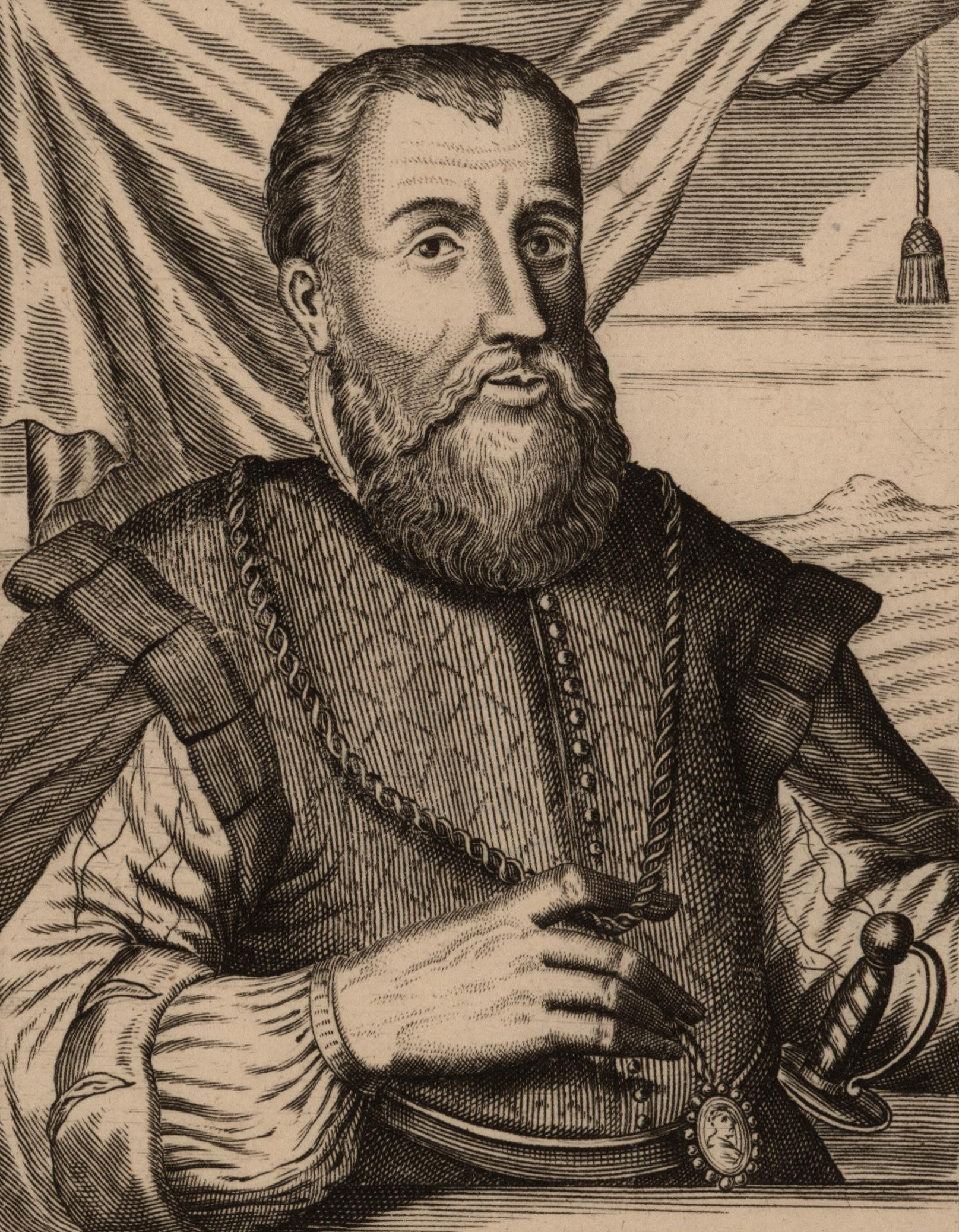
1519年のコルテスの制限された調査探検を命じたディエゴ・ベラスケス

1517年、キューバ総督ディエゴ・ベラスケスはエルナーンデス・デ・コールドバの指揮する3隻の艦隊に西に航海しユカターン半島を探検するよう命じた。コールドバはユカターン半島の沿岸に到着した。カトチェ岬のマヤ人は上陸するスペイン人を招待し、コンキスタドールはスペイン国王に服従するなら王の保護を先住民に求める1513年の必要条件を読んだ。コールドバはメルチョルとフリアーンという洗礼名を受け入れ通訳になった捕虜二人を得た。後に誤解したり誤訳した捕虜二人は強奪できる多量の金があるとの情報をスペインのコンキスタドールに与えた。ユカターン半島の西側では50人が殺された戦いとしてスペインはマヤの代表モチコウチにより夜間に攻撃された。コールドバは致命傷を負い、ただ一人の乗員がキューバに戻った:15–26。
この時ユカターン半島はコンキスタドールにより一時的に探検されたが、後期後古典期のマヤ文明の多くの独立した都市国家政体のあるスペインのユカターン征服は中央メキシコのスペインやスペインに忠実な先住民連合の迅速な征服（1519年–21年）後何年も経って起こった。数万のシウ・マヤの戦士の助力を得て170年以上スペインがユカターン半島北部からペテーンの中央低地地域やグアテマラ南部の高地地方に拡大するマヤ本土の完全な支配を開始した。この後者の戦役は一般に1697年にタヤサルに拠点を置くマヤ国が敗北したことで終わった。

### コルテスの遠征

#### 征服の命令

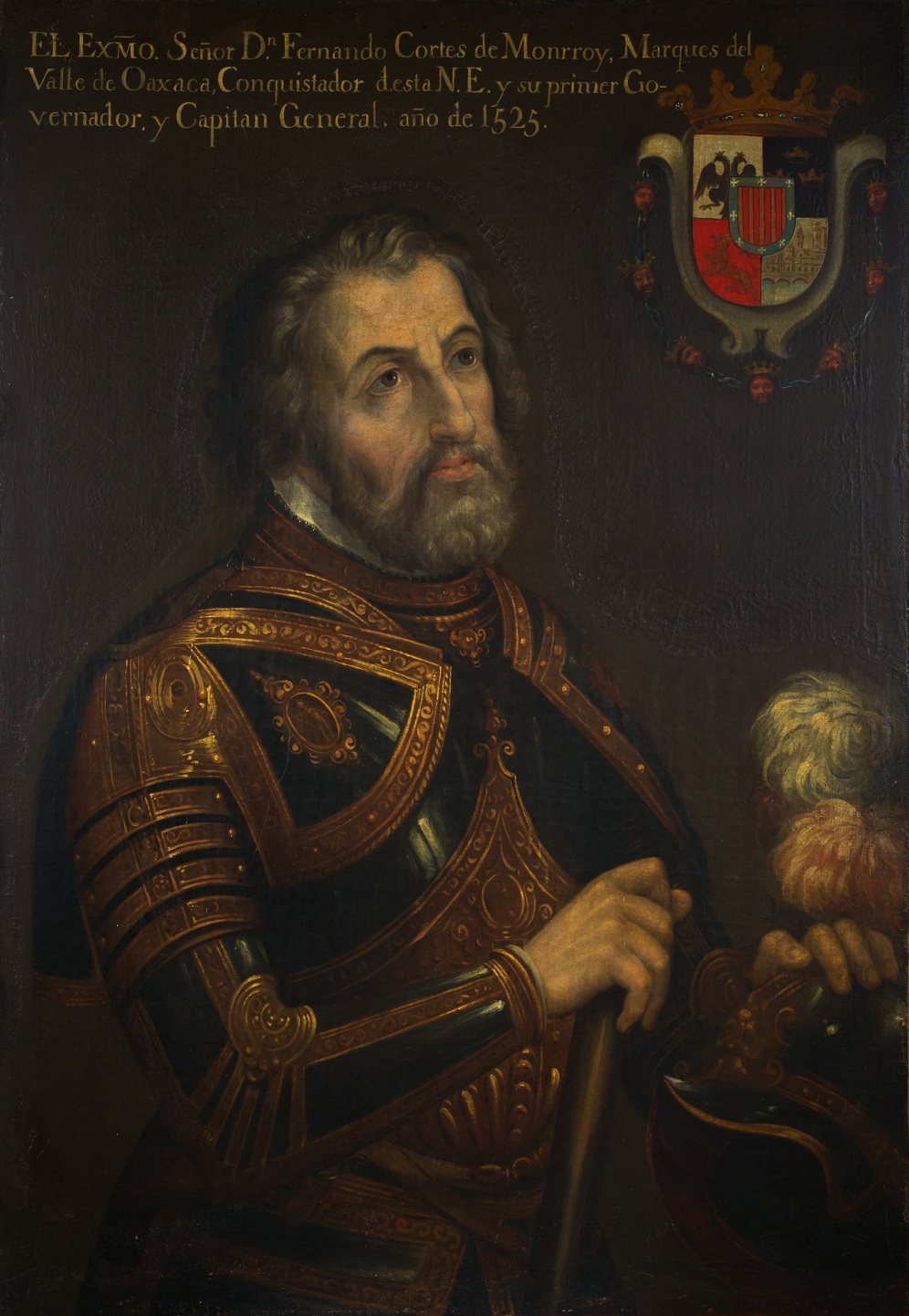
後年のエルナン・コルテス。右上隅に紋章がある。（16世紀）

フアン・デ・グリハルバがスペインに戻る前でさえベラースケスはメキシコ沿岸を探検する第3次で更に規模の大きい探検隊を送ることを決定した。当時ベラースケスのお気に入りの一人で義理の兄弟であったエルナン・コルテスがスペインの植民地でスペインの派遣団の中で羨望と憤慨を引き起こした司令官に任命された。進取の精神における利点を危険にさらすものではなかったとはいえ探検隊への勅許は国王に新たに征服した土地の統治権を保持させるものであった。資金面で貢献しようとする者は潜在的に富と権力が得られた。馬を提供する者は軍役用に1頭と馬の故にもう1頭と2頭の戦利品を共有した。コルテスは私財のかなりの部分を提供し、恐らく追加の資金を借りる借金をするのに使った。ベラースケスは個人的に探検隊の費用の約半分を提供しているかもしれない。
1518年10月23日に署名した合意で、嘗て既に要請していたようなことを行うに当たっての必要な許可を国王から受けていた本土の征服と入植がコルテスの指揮の下に行うために、ベラースケス総督は探検と貿易にコルテスが指揮する探検に制限を加えた。この方法でベラースケスは発見された富と労働者に肩書きを保証するよう要請した。しかしバリャドリッドの公証人として恐らく得ていたカスティーリャの法律の知識で武装しながらコルテスは国王の関心ではなく自身の個人的な関心で動く暴君としてベラースケスに提案することでベラースケスの権威から解放されようとした。コルテスに従う者は探検の軍事指導者であり主任治安判事に任命した。

#### 命令の廃止

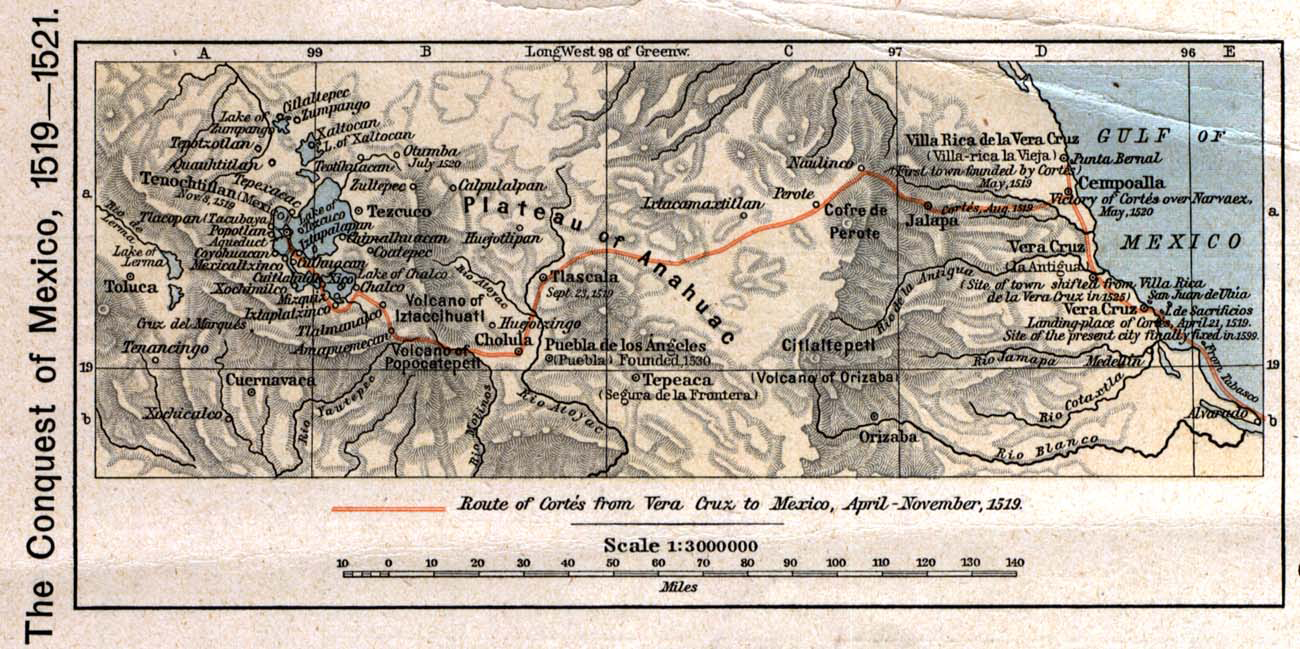
コルテスの征服経路を示した地図

ベラースケス自身は抜け目なく誰がスペインのために本土を征服しようともキューバで成し遂げられることに影を投げる名声や栄光、財産を得ると気付いていたに違いない。従って出発の準備が終わりに近付いたので、総督はコルテスが不実であり自身の目的のために遠征を奪い取ろうとするのではないかと即ちベラースケスの支配を離れて植民地の総督として自身を確立するのではないかと疑心暗鬼になった。
従ってベラースケスはコルテスを交代させる命令を出してルイス・デ・メディナを送った。しかし伝えられるところではコルテスの義理の兄弟はメディナを迎え撃ち殺した。メディナが運んでいた書類はコルテスに送られた。従って知らせを受けてコルテスは遠征の組織化と準備を加速した。
ベラースケスは自らサンティアーゴ・デ・クーバのドックに到着し、コルテスがキューバのトリニダに向けて出帆する前に「ベラースケスとコルテスは再び大いに挨拶を交わしながら抱擁した」。ベラースケスはこの時艦隊は留め置きコルテスを囚人とするように命令を発した。それにも関わらず反逆者の状態に置かれながら探検を開始してコルテスは出帆した:49, 51, 55–56。
コルテスの艦隊は（クロスボウ兵30人やアーキバス兵12人、古式の小火器隊を含む）約630人と医師1人、大工数人、女性が少なくとも8人、キューバ出身のアラワク族数百人、若干名のアフリカ人（自由人と奴隷）を乗せた11隻からなっていた。現代の言い方ではヨーロッパ人の参加者を「兵士」と呼ぶが、この言葉は決していかなる文脈でもこの人々自身では使わず、ジェームズ・ロッカートが征服時代のペルーの16世紀の法律文書を分析する際に思い出すことである。

#### 2人の通訳を得たコルテス
コルテスは複雑な結果をもたらしながら地元民をキリスト教に改宗させようとしながらユカターン半島の東沿岸のコスメル島で一時期を過ごした。コスメル滞在中にコルテスはユカターン半島に別の白人が暮らしているとの報告を受けた。コルテスは1511年に起きたスペイン船の遭難の生き残りと判明したこの伝えられるスペイン人ヘロニモ・デ・アギラールとゴンサロ・ゲレロに伝令を送った。
アギラールはマヤの族長に嘗ての同郷人と連携できるように請願し、許され、コルテスの船に同行した。今では他の先住民の言語と同じくユカテコ語が完全に流暢でコルテスの遠征の結果ということになる後のアステカ王国の征服に特に重要となる技能である通訳としてコルテスにとって価値ある宝であることを証明した。ベルナル・ディアスによるとアギラールは来る前に同じく出立するようゲレロを説得しようとしたと伝えた。マヤの妻と子供が3人いるゲレロはそれまでにマヤの文化をよく理解していた根拠に基づき辞退し、住んでいたチェトゥマル内の階層の人物と考えられた。その後のゲレロの運命は些か不確かであるが、軍事顧問を務め抵抗運動を進めながら何年間かスペインの侵攻に対してマヤ軍と共に戦い続けたようであり、その後の戦闘で死んだ可能性が推測されている。

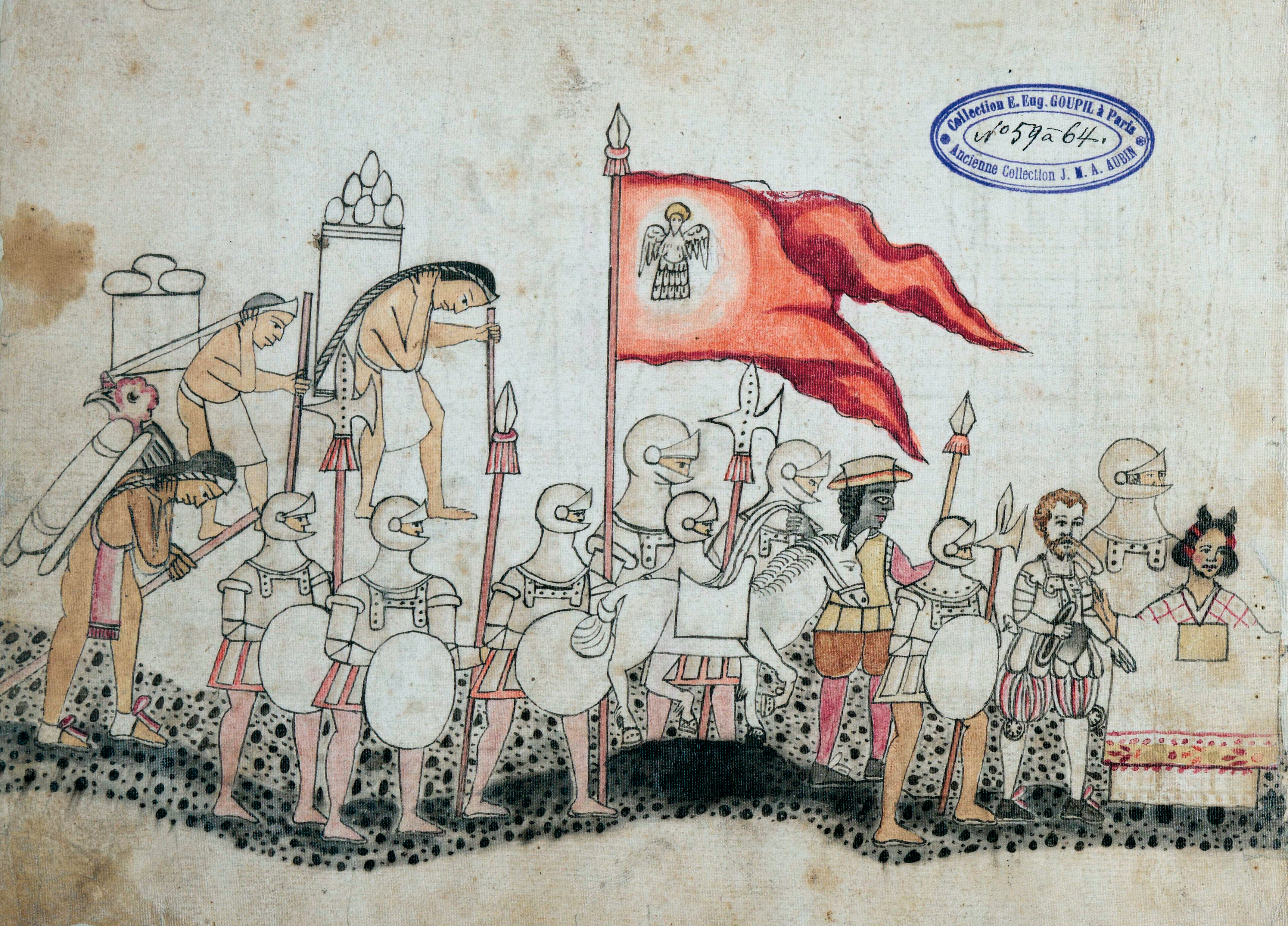
モクテスマとの会合の前面でアフリカの奴隷とともにコルテスとマリンチェのいるスペイン・トラスカラ王国軍を描いたアスカティトラン古写本。向かい合ったページは今では現存していない。

コスメルを去ってからコルテスはユカターン半島の突端部を回り続け、殆ど金のないポトチャーンに上陸した。二度の戦闘で地元の先住民を負かすと、コルテスが洗礼を施してマリナと名付けた女性に遙かに貴重な宝を見付けた。しばしばマリンチェとして知られ、時に「マリンツィン」またはマリナリとも呼ばれている。後にアステカ王国はマリンチェの密接な協力によりコルテスを「マリンツィン」またはマリンチェと呼ぶようになる。ベルナル・ディアス・デル・カスティリョは自分の記録ヌエバ・エスパーニャ征服の本当の歴史にマリナは「本当に偉大な王女であった」と書いた。後に敬意を表すスペイン語のdoñaの肩書きが洗礼名に加えられることになる:80, 82。
コルテスは偶然野望を現実のものとする鍵の一つをつかんでいた。マリナのために次にマヤ語に翻訳するヘロニモ・デ・アギラールにスペイン語で話しかけることになる。マリナは次にマヤ語からナワトル語に翻訳することになる。この二人の通訳と共にコルテスは今ではアステカ族と対話できた:86–87。マリナがアステカの方言を話さなかったり美辞麗句を連ねたお世辞の対話で有名なアステカの貴族の外交儀礼に精通していなかったために、事実上憶測の問題である。ドニャ・マリナは急速にスペイン語を学び、コルテスの主要な通訳にして腹心、文化に関する翻訳者、コルテスの最初の息子マルティンの母になった:82。マルティンとも名付けた嫡出の息子をもうける結婚である2番目の妻とコルテスが結婚するまでコルテスのマリナとの間の実の息子は予想される財産の相続人であった。
ナワトル語の母語話者はマリナを「マリンツィン」と呼ぶことになる。この名前はスペイン語のマリナの音にナワトル語で可能な最も近い音である。時を経て「マリンチェ」（マリンツィンの現代同族言語）は人民にとって裏切り者を表す言葉になった。今日マリンチスタは他国の言語や習慣をものまねする人を意味するものとしてメキシコ人により使われている。20世紀後半になるとメキシコのフェミニストの作家や学者数人が置かれた状況で最善を尽くした女性としてマリンチェの名誉を回復する試みをし、多くの点で力強い女性になった。

#### ベラクルス建設

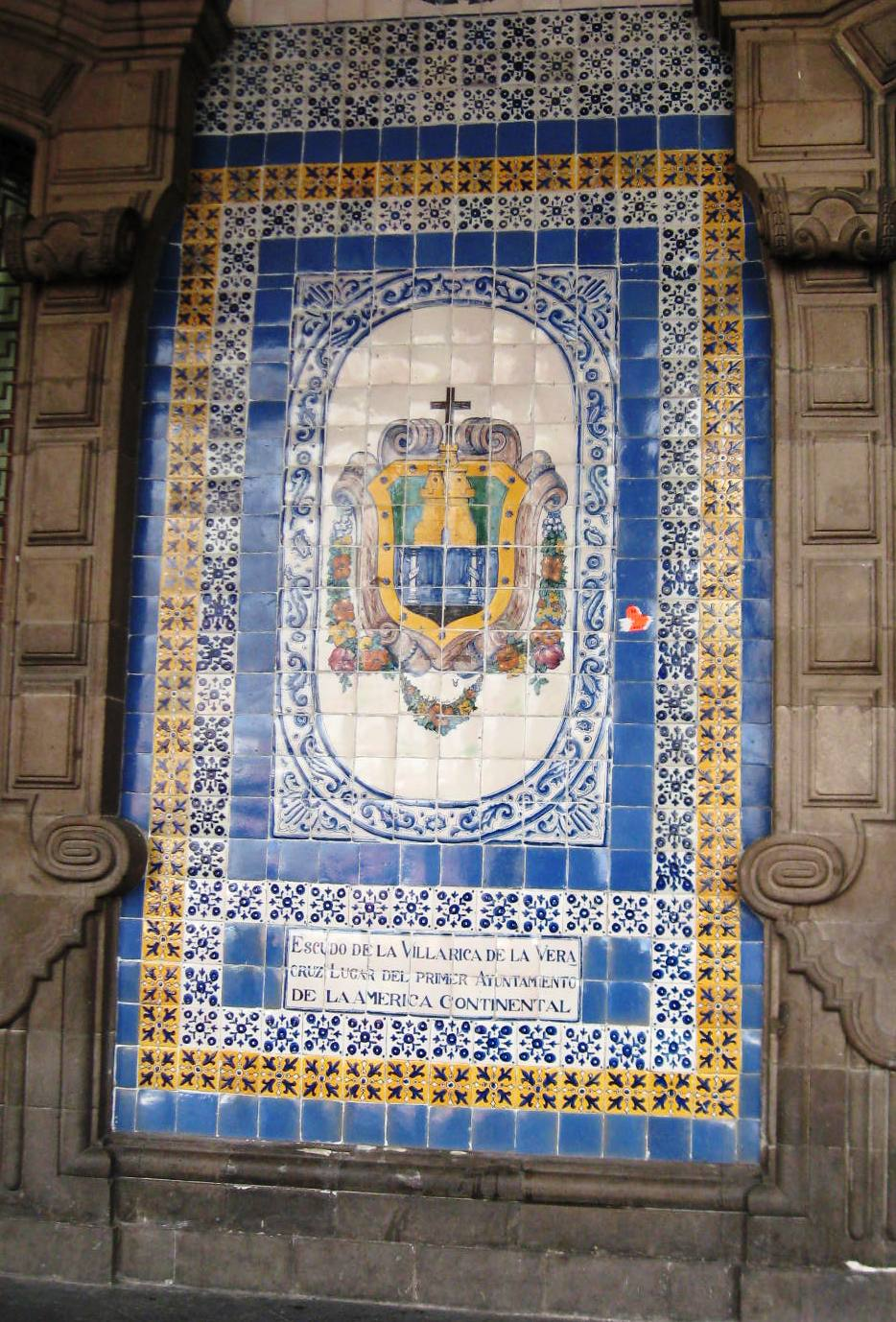
スペインが創建した最初の都市委員会であるベラクルスのビリャ・リカの紋章。このモザイクはメキシコシティーにある。

コルテスは1519年4月に現代のベラクルス州の沿岸に探検隊を上陸させた。到着してから間もなくの同じ時期にコルテスはアステカの皇帝モクテスマ2世の代理人から歓迎を受けた。贈り物が交換され、コルテスは火器の実演でアステカの代表団を仰天させようとした:26:89–91。
総督を無視するために収監や死に直面して、コルテスの唯一の選択肢はスペイン国王と共に自身と従者を補う希望を持って企てを続けることにあった。これを続けるために聖木曜日に到着し聖金曜日に上陸したために従者はラ・ビリャ・リカ・デ・ラ・ベラ・クルス（「真の十字架」）と呼ばれる入植を開始した。合法的に設置された「ビリャ・リカの町の委員会」はこの時早急にコルテスにアデランタード（主任判事）と総司令官に就任するよう求めた:102。
この戦略は独自のものではなかった。ベラースケスはキューバでディエゴ・コロンの権威から逃れるために同じ法的手段を使っていた。正当に設置されたカビルドからアデランタードと名付けられることでコルテスはベラースケスの権威から逃れられ遠征を続けられた。この行動の正当性を確保するためにフランシスコ・デ・モンテーホとアロンソ・エルナンデス・プエルトカレロなどの数人の探検隊員はカルロス1世にカビルドの宣言を承諾して貰うためにスペインに戻った:127–28。
コルテスはセンポアラと呼ばれる先住民の入植について知りそこに軍を進めた。センポアラに着くと高官20名に迎えられ町の歌を連呼して迎えていた:88, 107。コルテスは早速モクテスマの徴税官5人を捕虜にするトトナクの族長を反アステカの反乱を起こすよう説得した:111–13。トトナク族もコルテスがアステカ王国を征服する考えの出発点であるビリャ・リカ・デ・ラ・ベラ・クルスの町を建設するのを手伝った:114。
反乱を聞きつけアステカ皇帝の更に多くの大使がコルテスが徴税官を解放したことに感謝を示して「金と布」の贈り物を提示してコルテスに会いに戻った。モクテスマも自分はスペイン人は「自分の民族」であり「先祖が予言した」通り到着したと確信しているとコルテスに語った。コルテスが従者に語ったように先住民は「我々を神か神のような存在と考えている」:13, 21, 25, 33, 35:115–17。
コルテスがテノチティトランに行くのを思い留まらせようと試みたが、豪華な贈り物と礼儀正しく歓迎する意見のみがエルカウディーリョにアステカ王国の首都に向けての行進を続けさせた:96, 166。

#### 艦隊自沈とその後

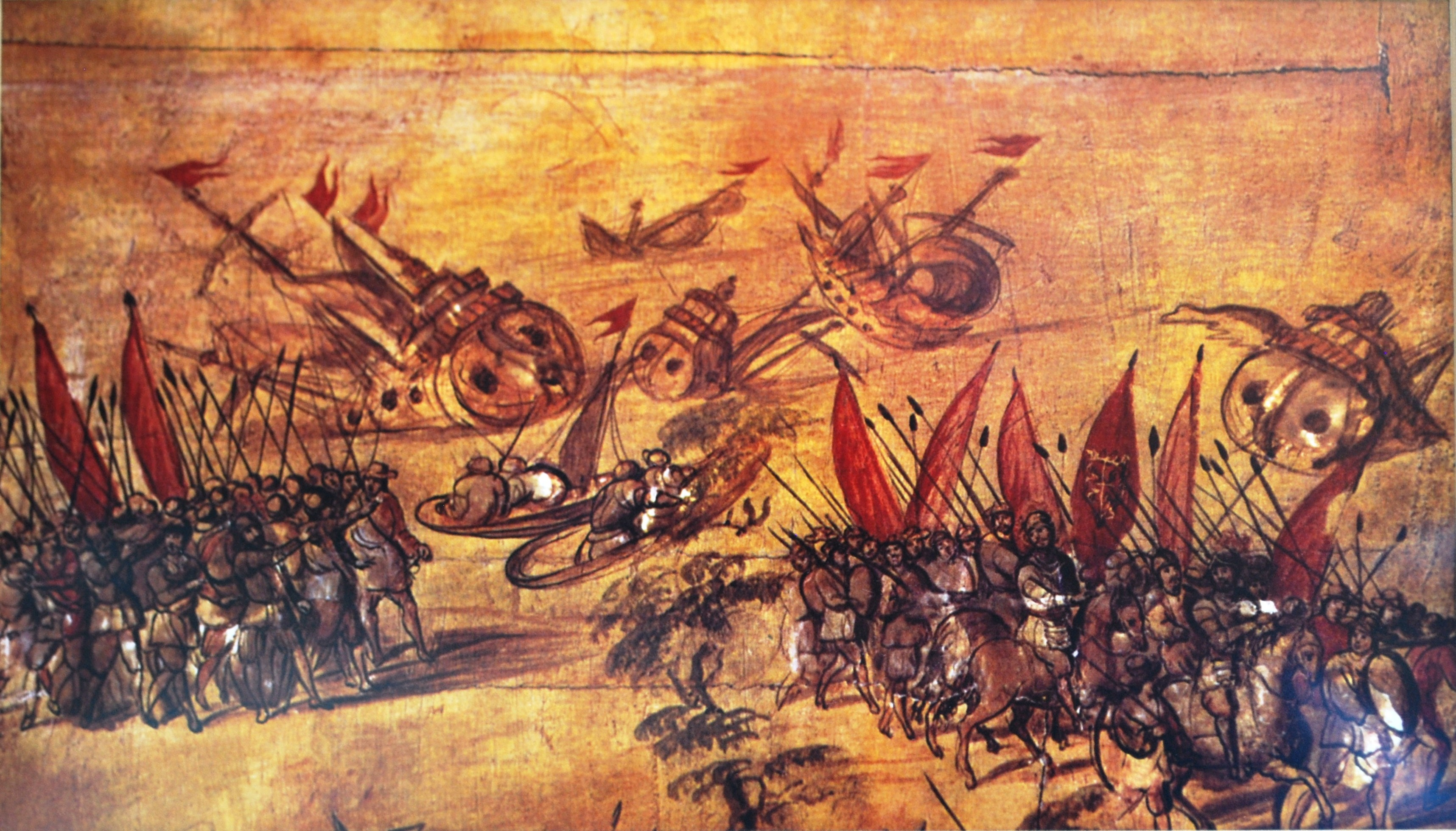
ベラクルス沿岸から艦隊を沈めるコルテス

キューバの総督に依然忠誠を誓う人々は船を奪取しキューバに逃げようと計画したが、コルテスは迅速にその計画を抑圧しようと動いた。二人の指導者が絞首刑を、二人が笞刑を、一人が足の切断を宣告された。このような反逆が再び起きないことを確実にするために船を自沈させることにした:128–30。
船は沈められたと言うよりも焼かれたという広まった誤解がある。この誤解はコルテスが船を燃やした点については1546年にセルバンテス・デ・サラサールが行った参照のせいにされてきた。これはラテン語で書かれた物語の誤訳からも来ている可能性がある。
船を全て自沈させるのに合わせてコルテスは事実上中央メキシコの探検隊を立ち往生させた。しかしキューバ総督に忠誠を続ける中隊のこの隊員の野心を完全に終わらせなかった。コルテスはこの時テノチティトランに向けて内陸に部隊を率いた。
スペイン人に加えてコルテス軍には今では40人のセンポアラの隊長と任務が大砲を引き糧食を運ぶ少なくとも200人の先住民がいた:134。センポアラは沿岸の暑い気候に慣れなかったが、テノチティトランに向けて行進する中で山の寒さや雨、雹に非常に苦しんだ。

#### トラスカラ王国との同盟

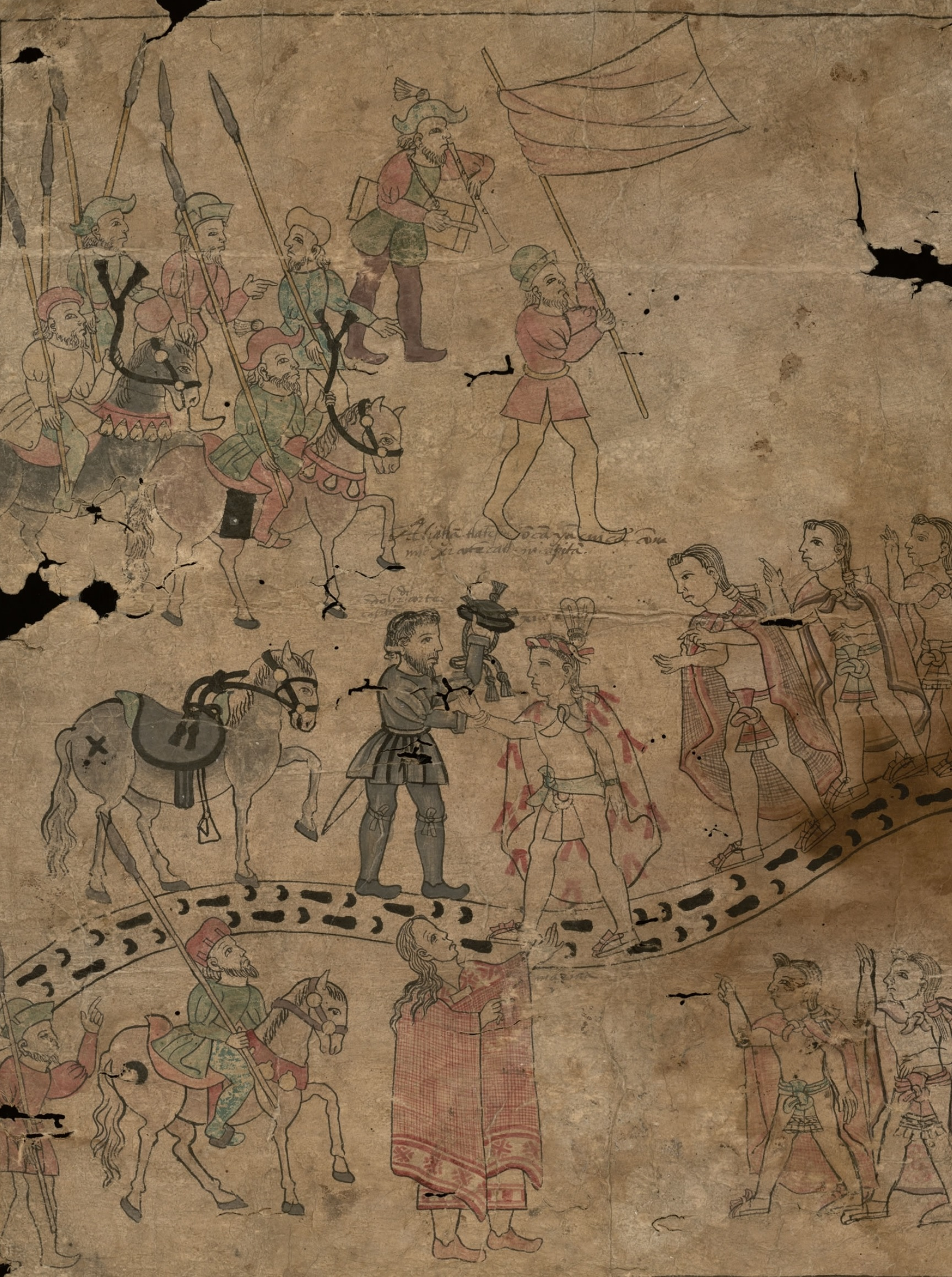
コルテスとシコテンカトルの会談

コルテスは間もなく約200の町と異なる民族がいるが中央政府のない連合体トラスカラ王国に到着した。
オトミ族（当時はトラスカルテカ）は当初1519年9月2日から5日までの3連戦でスペインと戦い、ある時点ではディアスは「あらゆる方面で我々を取り囲んだ」と述べた。コルテスが和平のメッセージと共に捕虜を解放し続けると、スペインはモクテスマ2世の敵であること理解しながら、シコテンカトル1世とマシスカツィンは新顔を殺すよりこれと同盟した方が良いとトラスカラ王国の指揮官シコテンカトル2世を説得した:143–55, 171。
トラスカラ王国の主要都市はトラスカラであった。約1世紀間の花戦争を戦った後で相当な憎悪と恨みがトラスカラ王国とアステカ王国の間で膨らんでいた。アステカ王国は既にトラスカラ王国周辺の領土の殆どを征服していて、毎年戦争を行った:154。神への生贄にするために間断なく続く戦争捕虜を捧げるためにアステカ王国はトラスカラ王国を独立国にしておくことが暗示されている。
1519年9月23日、コルテスはトラスカラ王国に到着し、スペインをアステカ王国に対する同盟と見る支配者から歓待された。アステカ王国による商業的な封鎖によりトラスカラ王国は貧しく他の物と同じく塩や布が不足し、そのためにコルテスや従者に食糧や奴隷を求めるだけであった。コルテスは従者に戦闘による負傷を癒やす時間を与えながらトラスカラ王国に20日間滞在した。コルテスはシコテンカトル2世の心は掴めなかったが、マシスカツィンとシコテンカトル1世を含むトラスカラ王国の上級指導部の真の友情と忠誠を勝ち取ったと見た。スペインは寺院のような都市のある地域に敬意を払うことに合意し、自由に求められるものだけを手にすることができたと伝えられている:172–74。
以前のように他の先住民とコルテスはキリスト教信仰についてトラスカラ王国の指導者に伝導した。カシケはコルテスに「娘や姪で最も美しい者」を与えた。シコテンカトル1世の娘はドニャ・ルイサの洗礼名を与えられ、マシスカツィンの娘はドニャ・エルビサの洗礼名を与えられた。コルテスによりそれぞれペドロ・デ・アルバラードとフアン・ベラースケス・デ・レオーンに与えられた:176–78。
伝説はトラスカラ王国の4人の指導者を説得して洗礼を受けさせたという。マシスカツィンとシコテンカトル1世、シタルポポカツィン、テミロルテクトルはドン・ロレンソ、ドン・ビセンテ、ドン・バルトロメー、ドン・ゴンサロの洗礼名を受けた。この指導者がキリスト教の教義を理解していたかを知るのは不可能である。どちらにしても明らかに天国の神であるキリスト教の「ディオス」（スペイン語で唯一神）を既に複雑なアステカ神話に加えることに問題はなかった。贈り物の交換が行われ、従ってコルテスとトラスカラ王国の間で非常に重要で効果的な同盟関係を開始した。

#### チョルーラに行進するコルテス
その間にトラスカラ王国との戦いの後でスペインの兵舎にいたモクテスマの大使は、トラスカラの同盟国であるウエソツィンコよりもアステカ王国が支配するチョルーラを通じてメキシコに来るようコルテスに圧力をかけ続けた。コルテスが「貧しく育ちの悪い人々の中で」非常に長くトラスカラ州に留まったことに驚いた:166, 185–86。
チョルーラはメソアメリカで最も重要な都市の一つであり二番目に広く恐らく最も神聖な都市であった。その巨大なピラミッドは（エジプトの大ピラミッドより体積で勝る）アステカ地域の最も有名な場所の一つにした。しかしテノチティトランに行進したのでコルテスはチョルーラの方を宗教上の中心地よりも後方防衛にとって脅威であると認識したようである。入城するための外交上の解決を図るために特使を送った。
コルテスはまだアステカ王国との戦争を開始するか決めかねていたが、歩み寄りを求めることにした。アステカ王国の大使の贈り物を受け取り、同時にチョルーラへの行進にポーターと1000人の戦士を提供するというトラスカラ連合の求めを受け入れた。大使としてまた適切な道を偵察するためにテノチティトランに直接ペドロ・デ・アルバラードとベルナルディノ・バースケス・デ・タピアの二人も送った:186–88。

#### チョルーラの虐殺

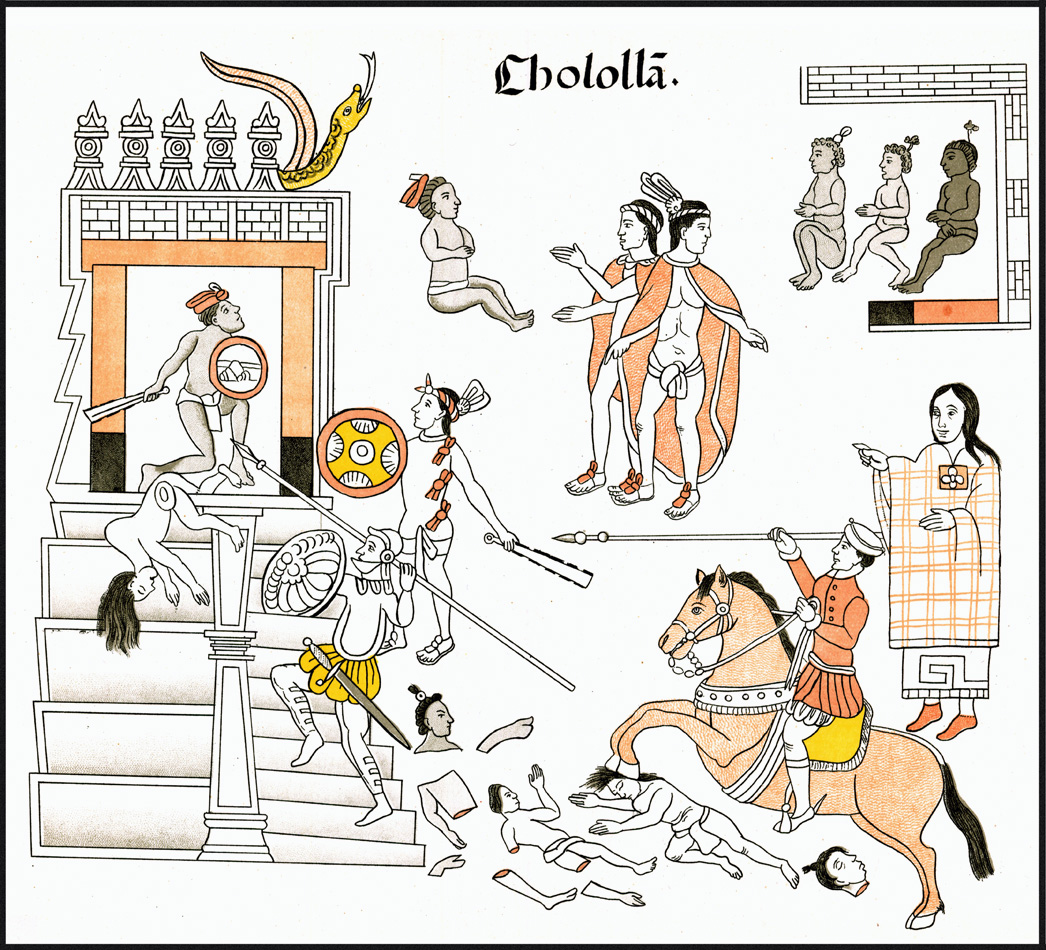
チョルーラの虐殺。リエンソ・デ・トラスカラ

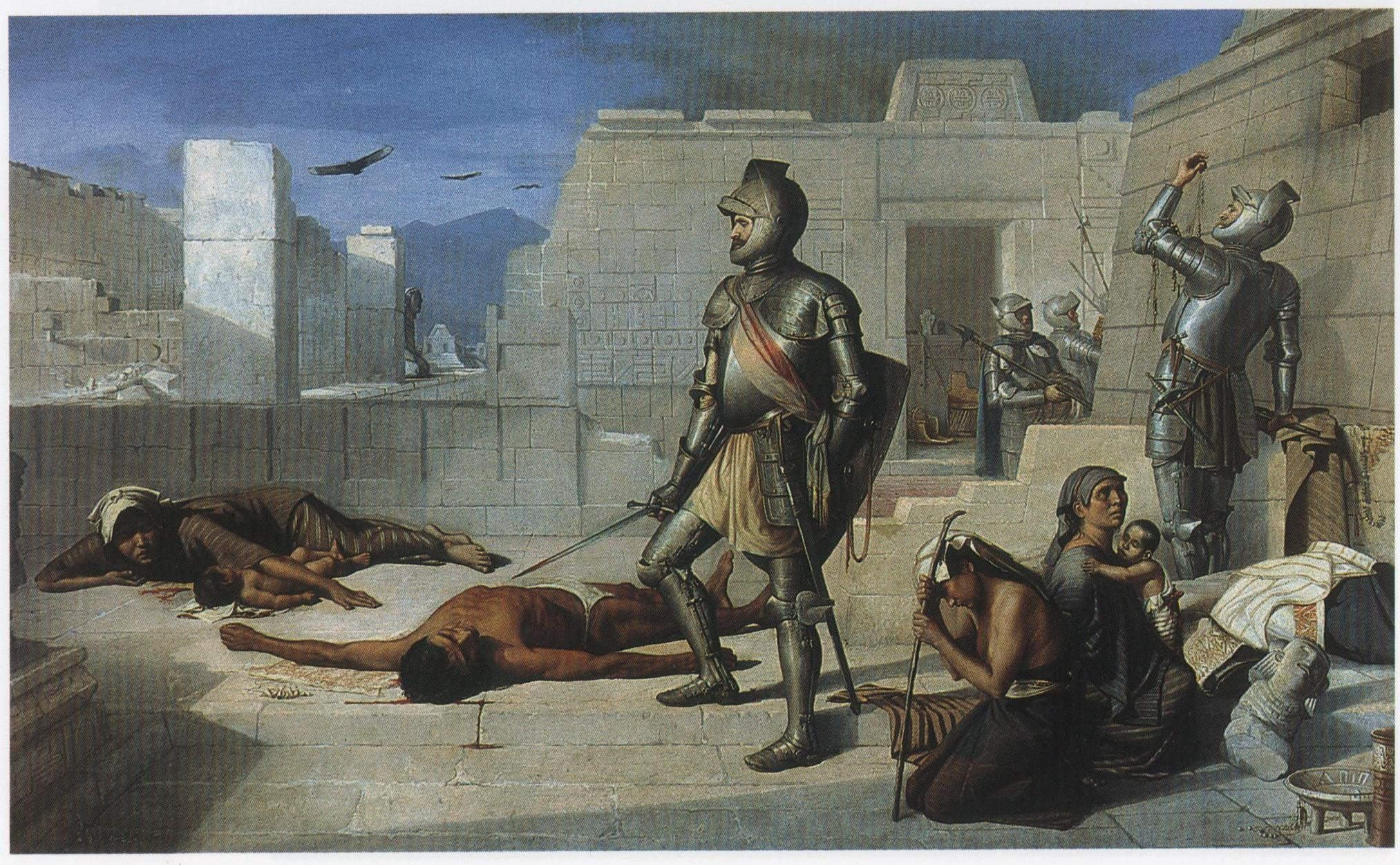
フェリックス・パラによるチョルーラの虐殺。1877年

チョルーラで起こったことについて矛盾した報告がある。モクテスマは見たところは優勢なコルテスとその部隊に抵抗することを決めていたようで、モクテスマはチョルーラの指導者にスペインを止めるよう試みろと命じたようである。チョルーラは聖なる都市として自分達の威信と神々に自信があったので非常に小さな軍があった。トラスカルテカの年代記によると、チョルーラの司祭は第一の神であるケツァルコアトルの力を侵略者に対して使うつもりであった:193, 199。
コルテスと従者は目立った抵抗もなくチョルーラに入城した。しかし都市指導者が会うことはなく、3日目には食糧と飲料の提供がなかった:192。センポアラ人は要塞が都市の周りに建造中でトラスカラがスペインに警告していると伝えた:193。最終的にチョルーラの貴族の一人の妻と話した後でマリンチェは地元民は睡眠中にスペイン人を殺すことを計画していると知らせた:196。この噂の真偽は分からなかったが、コルテスはチョルーラの敵トラスカラに要請されて先制攻撃を命じた。コルテスは攻撃を計画していると断言しながら主な寺院で都市指導者と対峙した。モクテスマから抵抗するよう命じられていることを認めたが、この命令には従っていないと主張した。それにも関わらず命令でスペインは見せしめとして地元の貴族の多くを捕らえ殺した:199。
トラキアチとトラルチアクというチョルーラの指導者を捕らえ更に都市に火刑に処することを命じた。部隊はサカヤツィンの宮殿で開始し、チアリンコとイェツコロクに対して行った。国王への手紙でコルテスは3時間で部隊は（トラスカラの助けを得て）3000人を殺し都市を焼いたと主張した。別の目撃者バースケス・デ・タピアは死者は3万人に上ったと主張した。しかし女性や子供、多くの男性は既に都市を逃れていたために:200–01非常に多くが殺されたとするのは妥当ではない。それにも関わらずチョルーラの貴族への虐殺はメキシコ征服における悪名高い一章であった。
アステカ王国とトラスカルテカの虐殺に繋がる事件の歴史は異なっていて、トラスカルテカは自分達の大使がチョルーラに送られチョルーラにより拷問されたと主張した。従ってコルテスはチョルーラを攻撃することで復讐をしていた:46–47(Historia de Tlaxcala, por Diego Muñoz Camargo, lib. II cap. V. 1550)。アステカ王国側はウエホツィンゴの代わりにチョルーラに行くコルテスを再び送ったと主張しながらトラスカルテカに関する責任を押し付けた。
虐殺はアステカ王国自体と同じくアステカ王国の関係のある都市国家や集団にぞっとする効果があった。虐殺の話しは同じ運命を辿るよりもコルテスの提案を真剣に考慮に入れるべきだとアステカ王国の他の都市に納得させた:203。
コルテスはこの時チョルーラの人々は自分を策略で扱い従って罰せられたとするメッセージと共にモクテスマに特使を派遣した:204。
コルテスへの応答の一つで、モクテスマはチョルーラの抵抗運動のために当地のアステカ駐屯軍の指揮官を責め、金銀の贈り物でコルテスにテノチティトランに来るのを思い留まらせようという積年の考えは失敗したことを認めた。スペインの出典によると他にできることがないと感じるとモクテスマは遂にコンキスタドールに首都に来るよう招待した:205–06。

#### テノチティトラン入城

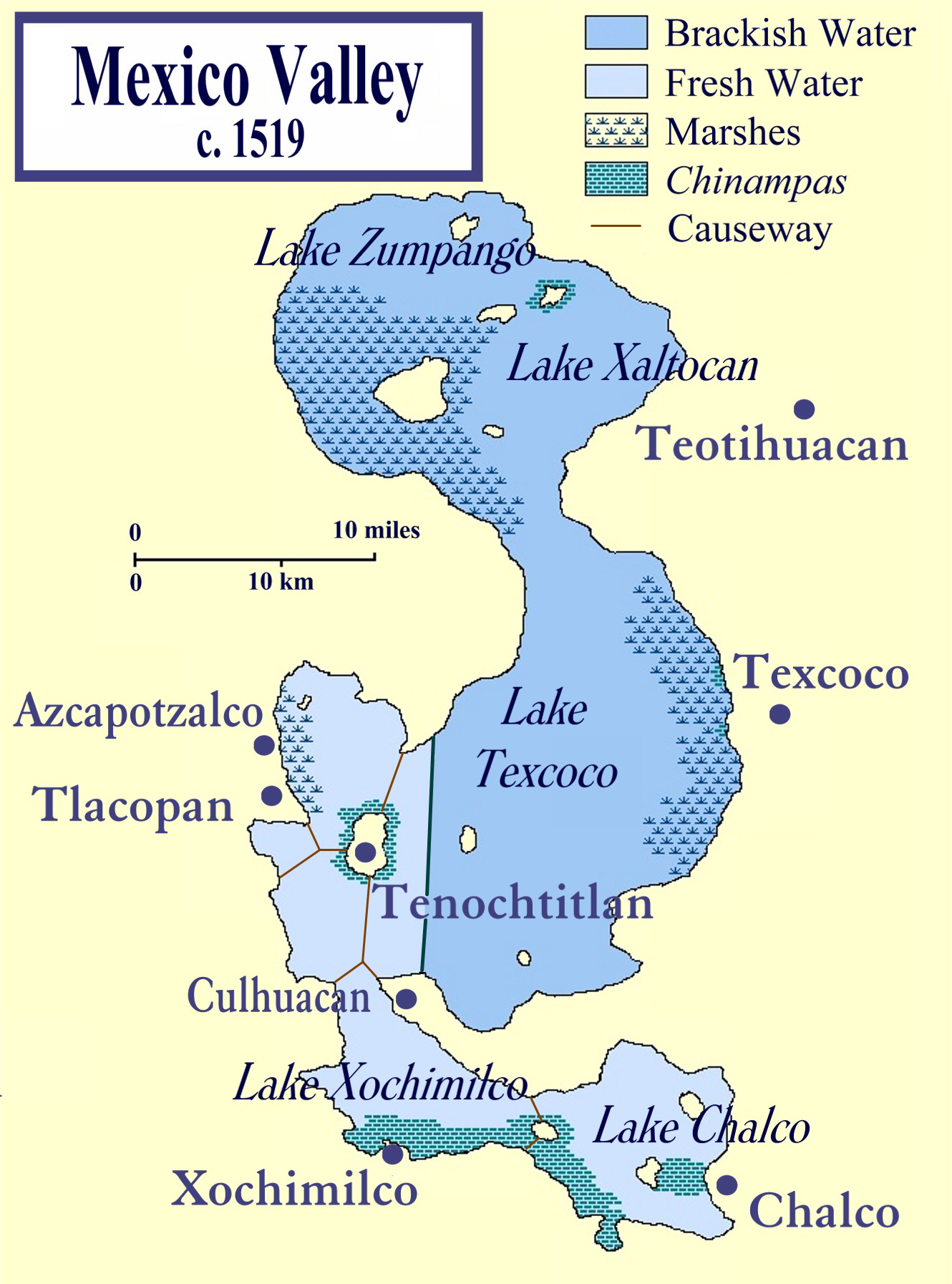
スペイン征服前夜のメキシコ盆地の地図

チョルーラ陥落後の1519年11月8日、コルテスとその部隊はメシカ・アステカ王国の内陸の首都テノチティトランに入城した:219。この都市は当時の世界最大の都市の一つでこの時点でアメリカ大陸最大の都市であったと考えられている。最も一般的な推計では人口は約6万人から30万人を超える数であった。テノチティトランの人口が1519年に25万人であったとすると、テノチティトランは恐らくナポリやコンスタンティノープルを除くヨーロッパの各都市より大きく、セビリアの4倍の広さであったであろう。
アステカ王国にとってテノチティトランはケツァルコアトルがやがて戻ってくる都市であるのと同じく王国にとっての「祭壇」であった。

#### モクテスマに歓迎されるコルテス
会見に当たって女王カスティーリャのドニャ・フアナと息子のカルロス1世兼神聖ローマ帝国皇帝カール5世、スペインの全王族の代理と主張するコルテスが姿を現した。サアグーンはモクテスマは大幹線道路ソラク上でテノチティトランへのコルテスを歓迎したと報告している:216–17。「モクテスマに同行した首脳はテツココ国王カカマツィン、トラコパン国王テトレパンケツァル、トラテロルコの貴族トラコチカルカトルのイツカウツィン、トラテロルコのモクテスマの財務大臣トパンテモクであった。」:65モクテスマと首脳は羽毛と宝石の付いた肩に目映い金で飾っていた。両者が会った幹線道にはテノチティトランからの膨大な数の人がこの交流を見た。
モクテスマは兄弟のクィトラワクと甥のカカマツィンと共にコルテスを歓迎しに行った。コルテスは指揮官の前方を大股で歩き、モクテスマを抱擁しようと考えたが、クィトラワクとカカマツィンに抑えられた。コルテスは皇帝に触れることが許されず、誰もできなかった。

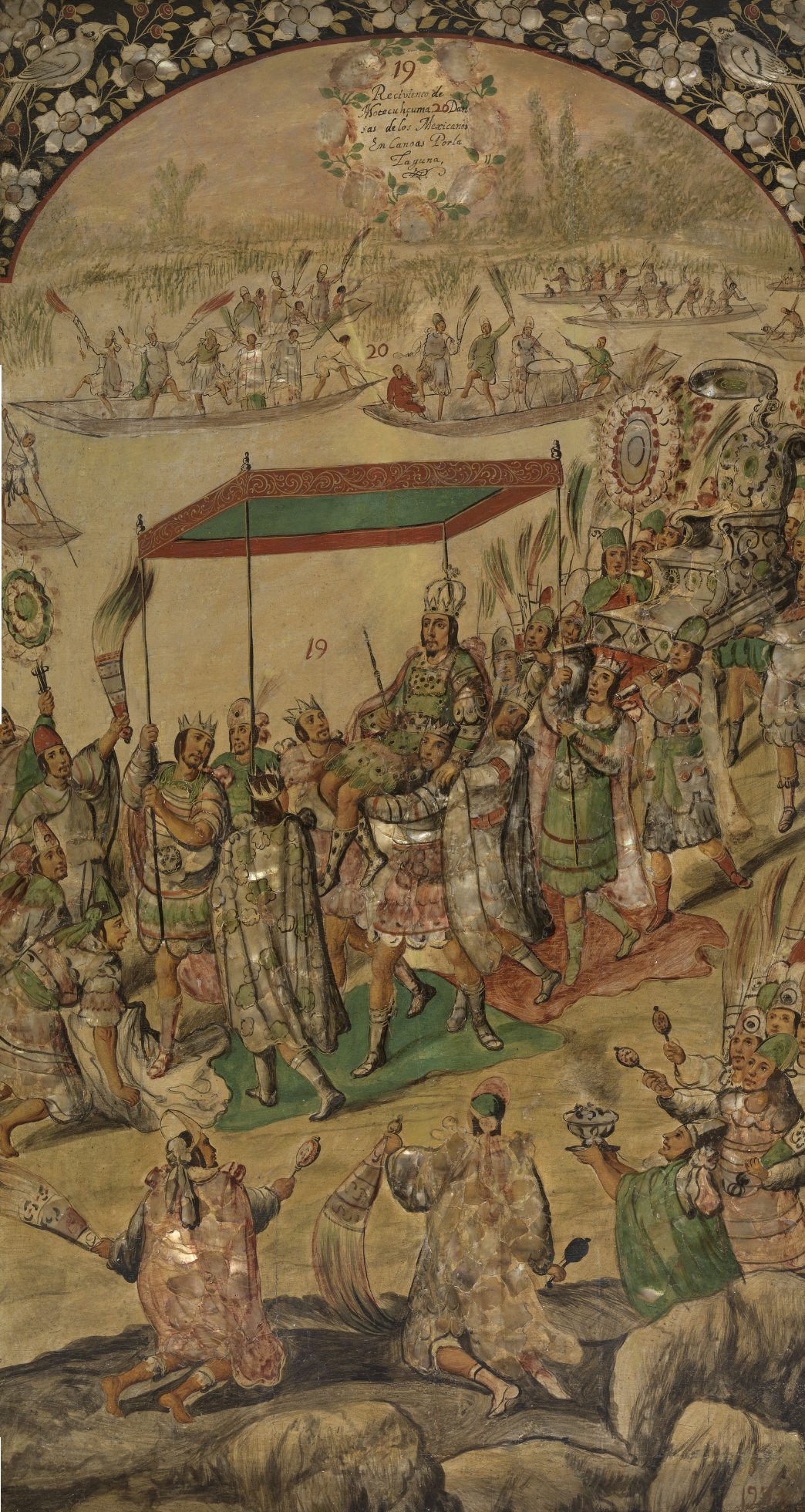
「コルテスを受け入れるモクテスマ。湖のメキシコの踊り手。」フアン・ゴンサーレスとミゲル・ゴンサーレス。1698年

挨拶の後でモクテスマは直々にネックレスや花輪をあしらった黄金の宝石である大変貴重な羽毛細工の花でコルテスのみに服を着せた。「譲るつもりである」と言ったと伝えられるようにモクテスマはその時事実上アステカ王国をコルテスに与える個人的な挨拶をする女神トシの神殿にコルテスを連れて行った。
モクテスマの挨拶の一部によると、「閣下、疲労困憊なさったでしょう。お疲れになったでしょう。この土地に閣下は到着しました。閣下の都市に来られたのです。ここメキシコに閣下の場所、王座に座るために来られました。僅かの間保有していて、代役である登壇する人々により大切に使われました。・・・これはこの都市に君臨しこの都市を統治する人々である支配者により言われてきました。王位や土地を求めてくることつまりここに来ることです。この土地においでください。来てお休みください。王宮をお持ちになり、食事をお召し上がりください。」:64
モクテスマはモクテスマの父アシャヤカトルの王宮をコルテスのために用意していた:218。スペインの探検隊と同盟軍がテノチティトランに入城した同じ日、モクテスマはコルテスの従者を訪れてきた。この二度目の会談で起こったことは異論が依然多い。数件のスペイン側の記録によると、一部は何年後かあるいは何十年後かに書かれたが、コルテスは最初その前の美辞麗句を連ねた幹線道路でのコルテスへの歓迎を繰り返したが、コルテスと従者（東方からの青白く髭面の人々）がアステカの伝説の人々の帰還であるとの観点を含めてアステカの伝統と伝承の点でスペインの探検隊が表していることについての考えを説明し始めた:220–21。この説明の終わりに皇帝はスペイン国王と国王の代理として受け入れるコルテスへの忠誠を誓った。ディアスによると、モクテスマはコルテスに「偉大な国王について言えば国王の恩義の中におり所有するものを王に捧げます」と言った:223。
アシャヤカトル宮殿滞在中にコンキスタドールはモクテスマが父親から相続した財宝を保管していた秘密の部屋を発見した。財宝は「大量の黄金－宝石や金属板、インゴット」からなっていた。ディアスは「言い表せないほど驚かせた全品の光景」と記した:218, 242。

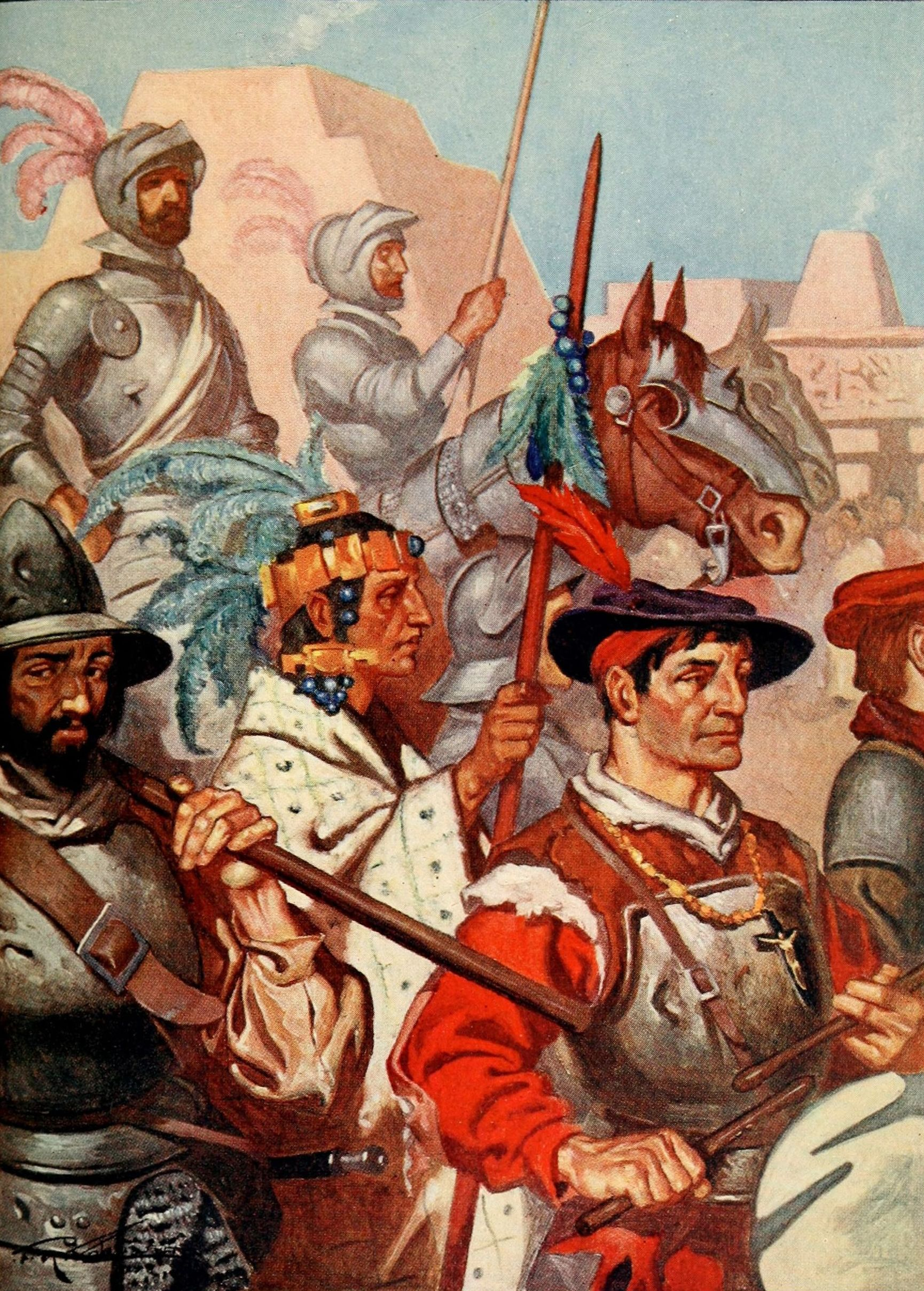
コンキスタドールとトラスカラ王国の同盟軍がテノチティトランに入城する。

コルテスは後に宗教的な権威にとって中心的な場所である主要な寺院ピラミッドの頂上への114段の階段を上った後のウィツィロポチトリとテスカトリポカの2つの大きな偶像の隣に十字架と処女マリアの肖像画を掲げられるようにモクテスマに頼んだ。モクテスマとパパはモクテスマが偶像を「健康と雨と作物と気候と我々が欲する全ての勝利を与える」と主張しながらこの提案に激怒した:237。
十字架と処女マリアの肖像画を掲げられるかとの質問を巡るコルテスの要請の後で、メシカはコルテスが沿岸を離れた間にコルテスのビリャ・リカ総司令官フアン・デ・エスカランテと多くのトトナク人など7人のスペイン兵を殺害した。幹部とドニャ・マリアとアギラールと共にコルテスは「静かに我々の兵舎に来られたし。抵抗はしないように。・・・騒いだり騒動を起こせば貴殿は直ちに殺される。」とモクテスマを説得した。モクテスマは後にスペイン兵を殺害したカルポポカと幹部により関与を示唆された。モクテスマのこの幹部は「火刑」を宣告されたが、「都市での反乱」やスペインが「別の王子を即位させる可能性」を恐れながらモクテスマは囚人のままでい続けた。モクテスマの幹部や甥、親族がスペインを襲撃すべきだと提案する一方でこの状況は続いた:243–49。
1519年11月14日の時点でモクテスマは更なる抵抗運動に対する保険としてコルテスの囚人であり、1520年5月末までモクテスマはアシャヤカトルの宮殿にコルテスと暮らした。
しかしモクテスマはコルテスの全般的な支配に従属しながら皇帝として行動し続けた:248。収監されていた時期にモクテスマは「我が神が監禁する権限を与えてくださったかウィツィロポチトリが許したために皇帝は囚人であることを喜んでいた」と述べた。皇帝はコルテスとトトロケのゲームをしさえした:252。カカマツィンの反逆の後でモクテスマが「涙を抑えられないが」モクテスマとカシケはスペイン国王への忠誠の公式の誓いを行うことを強制された:265。モクテスマはカシケに「スペインの先祖の伝統は人々がこの土地を支配しに日の出の方角から来ると記録の本に書き留め」「コルテスは我々がその人々であると考えている」と述べた:264。
コルテスはサカトゥラ県やトゥステペク県、チナンテクの土地でアステカ王国の金の産地を探す探検隊を派遣した:265–69。モクテスマはこの時父親の財宝を含むスペイン国王への貢ぎ物を払わされた。スペインが鉄で刻印した金の延べ棒を作るのに溶かしたこの財宝はなくなった:66–68:270–72。最終的にモクテスマはカトリックのコンキスタドールにアステカ王国の偶像の隣に自分達の寺院に聖餐台を建てさせた:277。
最終的に伝えられるところではアステカ王国の神々はスペイン人が殺され海を越えて戻らなくても留まることはないだろうとメキシコのパパ（司祭）に語った。モクテスマは生命が危険にさらされているので、すぐに立ち去るように警告した:278–79。貴族の多くははっきりとクィトラワク:294（モクテスマの兄弟で後継者）の下にはせ参じたが、その殆どは皇帝の命令がないとスペインに対する行動を公然とは取れなかった:247。

#### ナルバーエスの敗北
1520年4月、コルテスはパーンフィロ・デ・ナルバーエスの指揮の下で19隻の船と1400人の兵からなるスペインの大部隊が到着したとモクテスマから告げられた。ナルバーエスはベラースケスの命令を無視したコルテスを殺すか捕らえるためにキューバから総督ベラースケスにより派遣された:281。
モクテスマを護衛するわがままなペドロ・デ・アルバラードの指揮下で「最も信頼できない兵士」を去らせてコルテスはセンポアラに前進したナルバーエスに対して出発した。コルテスは従者がナルバーエスの目を負傷させ捕らえた夜襲で敵対者を驚かせた。コルテスが敗れた兵士にこの国に入植するのを許した後で「多かれ少なかれ喜んでコルテス側に移った」。「裕福にさせ指令（報酬）を与えると」約束するとエルナン・コルテスは兵士の支持を得た。それからコルテスは包囲されたアルバラード等の侵略者を救出しにテノチティトランにとって返した:282–84。
コルテスはシエラ・マドレ・オリエンタルを越えて困難な徒歩での帰還で合同部隊を率い、1300人の兵士と96頭の馬に加えて2000人のトラスカラの戦士と共に1520年6月の聖ヨハネの日にメキシコに戻った:284。

#### アステカ王国の反応
コルテスが5月下旬にテノチティトランに戻ると、アルバラードと従者がアステカ王国が組織した宗教上の祭で起きた大寺院の虐殺でアステカ王国の貴族を攻撃し殺害したことを知った。大寺院はアステカ王国の宇宙観の中心に位置し、寺院は豊穣や山岳、雨、土地の神々のように異なる神々に行う生贄のための墓所として使われた。宗教や文化における建造物として大寺院の中心性と重要性を鑑みると潜在的にこのような場所を攻撃する決定に影響した可能性がある。コルテスへのアルバラードの弁明はアステカ王国は祭が終了するやテノチティトランのスペイン兵舎を攻撃する計画があったために先制攻撃を行ったというものであった:286。

#### スペインテノチティトランより撤退す

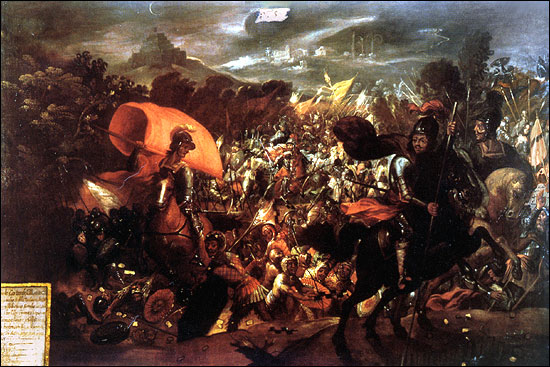
17世紀に描かれた悲しき夜

いずれにせよテノチティトランの人々はスペインの攻撃の後でスペインが予期しない一斉蜂起をした。猛烈な戦いが続き、アステカ軍はスペイン人とモクテスマを収容する宮殿を包囲した。アルバラードと残りのスペイン人は1か月間人質の状態に陥った。テノチティトランの貴族はクィトラワクをトラトアニ（皇帝）に選んだ。コルテスはモクテスマに王宮のバルコニーから人々に話しかけ平和裏にスペインを沿岸に戻らせるよう説得することを命じた。モクテスマはやじられ、石が投げられ、致命傷を負わせた:287–94。アステカ王国側の出典はスペインが殺したと述べている:90。
コルテスはトラスカラ王国と同盟関係を結んでいた。この同盟にはアステカの首都を打ち負かすなどの多くの勝利があった。首都は人体と殺戮の両方を通じて神々に犠牲を捧げる宇宙の中心であった。首都は中心の帝国主義的政府の支配にも使われた。戦争の準備は首都で始まった。テノチティトランの人々が蜂起したので、スペインとトラスカラなどの同盟国は中心都市から逃げ出さなければならなくなった。スペインの状況は悪化するだけであった。アステカ王国はテノチティトランと周辺都市を結ぶ幹線道路の割れ目の上に橋を除去したので、コルテスの従者は湖水を渡る携帯用の橋を建設した。1520年7月10日の雨の夜にスペインと同盟国はトラコパンに向けて幹線道路を通って本土に向けて進んだ。携帯用の橋を最初の割れ目に置いたが、その瞬間に動きは察知されアステカ王国軍は幹線道路沿いと湖上のカヌーの両方を使って攻撃した。従ってスペイン軍は湖水や両側の建物で狭い道路上で捕まった:297–99, 305。
撤退は急速に壊滅的敗走に転じた。スペイン軍は携帯用の橋を最初の割れ目から外せないことに気付き、後退する以外に方法はなかった。コルテスなどの騎馬兵に追い抜かれたスペインの歩兵の大部分は対するアステカの戦士の間を切り抜けなければならなかった。甲冑や略奪品を脱ぎ捨てたスペイン兵の多くは幹線道路の割れ目で溺死するかアステカ軍に殺された。スペイン兵がテノチティトランで獲得した富の多くは失われた。橋は後に「アルバラードの跳躍」と呼ばれた:299–300, 306。
アルバラードが見えない橋を通って逃れたようなので（湖の浅瀬になった先行したスペイン兵や攻撃者の死体の上を歩いていた可能性がある）、今ではこの経路は「Puente de Alvarado（アルバラードの橋）」と呼ばれるメキシコの通りである。
トラコパンの本土に着くとコルテスは敗北を嘆き悲しんだと言われる。この話しは「悲しき夜」と呼ばれ、コルテスが泣いたと言われる古木（「El árbol de la noche triste」）は今もメキシコシティーの記念碑である。
アステカ王国はトラスカラ王国の同盟国に案内されながらトラスカラ王国の避難所に向けてスンパンゴ湖周辺に移動するスペインを追跡し攻撃した。1520年7月14日、アステカ王国は遂にオトゥンバの戦いでスペイン軍を崩壊させることを目指した。苦境に置かれたが、コルテスの指導を受けるスペイン騎兵隊が何度も何度も敵を突破して突撃した一方で、スペインの歩兵隊は圧倒的な数の敵の戦士を寄せ付けずにいられた。コルテスと従者がアステカ王国指導部の一人を殺害すると、アステカ王国は戦闘をやめ平原を後にした:303–05。
この撤退でスペインは860人の兵士と5人の女性と1000人のトラスカラの戦士などコルテス集団の72人のスペイン人を失いながら相当数の死傷者が出した。カカマツィンなどコルテスに忠誠を誓う数人のアステカ王国の貴族とモクテスマの息子と2人の娘など家族も死んだ:302, 305–06。

#### スペイントラスカラに避難所を発見す

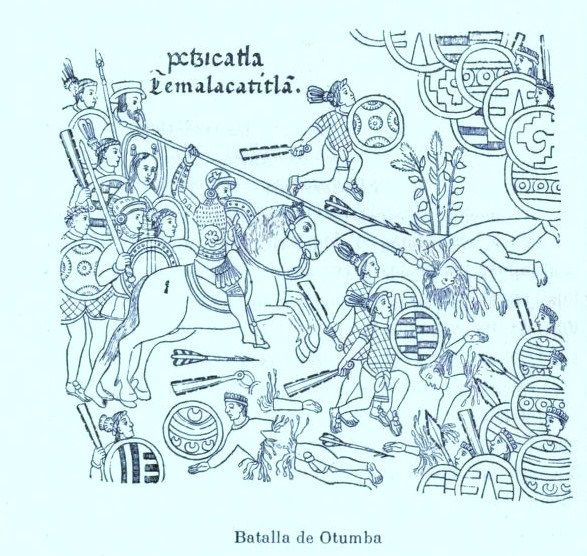
オトゥンバの戦いを描いたトラスカラの歴史のページ

スペインはトラスカラへの逃走を完了できた。そこで僅か20頭の馬が残っただけで440人全員が負傷していたので援助が与えられた。マシスカトルとシコテンカトル1世、チチメカテクレはコルテスの従者に「我が家にいると思ってください。・・・強力な都市から逃れたことを小さなことと思わないでください。・・・以前自分を勇敢な男と思っていたなら、今はもっと勇敢だと思います。」と語った:306–07。
パーヌコ川の入植地が見捨てられた時コルテスは援軍を得、供給船がキューバとスペインから到着した。テスココ湖をテノチティトランを強襲する戦略的水域にしながらコルテスも13隻のブリガンティンを建造し大砲を据え付けた。しかしシコテンカトル2世はメキシコとの同盟を求めたが、反対された:309–11。
コルテスは王立法廷で自分の事件を説明するためにスペインに船でディエゴ・デ・オルダスとナルバーエスの従者の生き残りを、サントドミンゴに船でフランシスコ・デ・モンテーホを派遣した:311。
先住民がスペインが「メキシコが行った強姦や強盗を終わらせた」ことを思い出すと、コルテスは国内を静められた。遂にドン・ロレンソ・デ・バルガスという洗礼名を与えられたシコテンカトル1世はテスココに対してコルテスの探検隊を支援することに合意した。コルテスが1520年のクリスマスの次の日に行進してチチメカテクレの指揮下で1万人以上の戦士を派遣した:309, 311–12。

#### 包囲攻撃とテノチティトラン陥落

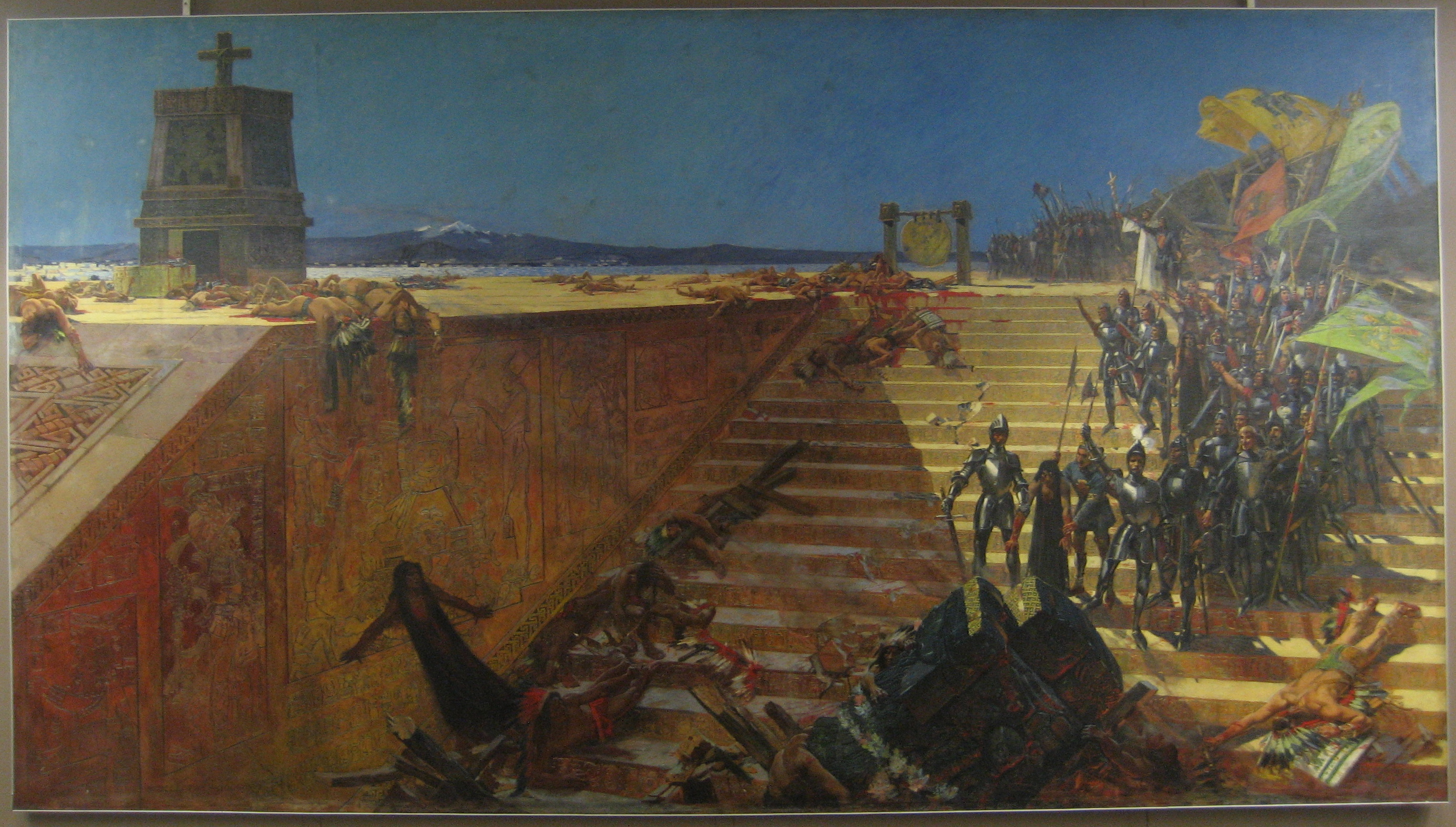
「テノチティトランの最後の日々、コルテスによるメキシコ征服」：ウィリアム・デ・レフトウィッチ・ドッジによる19世紀の絵画

アステカ王国は1520年9月に始まり70日間続く伝染病の天然痘の打撃を受けた。新しい指導者皇帝クィトラワクなどの多くが死んだ:92–93。
トラスカラとコルテスの連合軍は手強いことを証明した。一つ一つアステカ王国の支配下の都市の殆どをある時は戦闘で、ある時は外交で支配していった。最後にテノチティトランと近隣の都市トラテロルコだけが征服されなかったりスペインと同盟せずに残った:326–52。

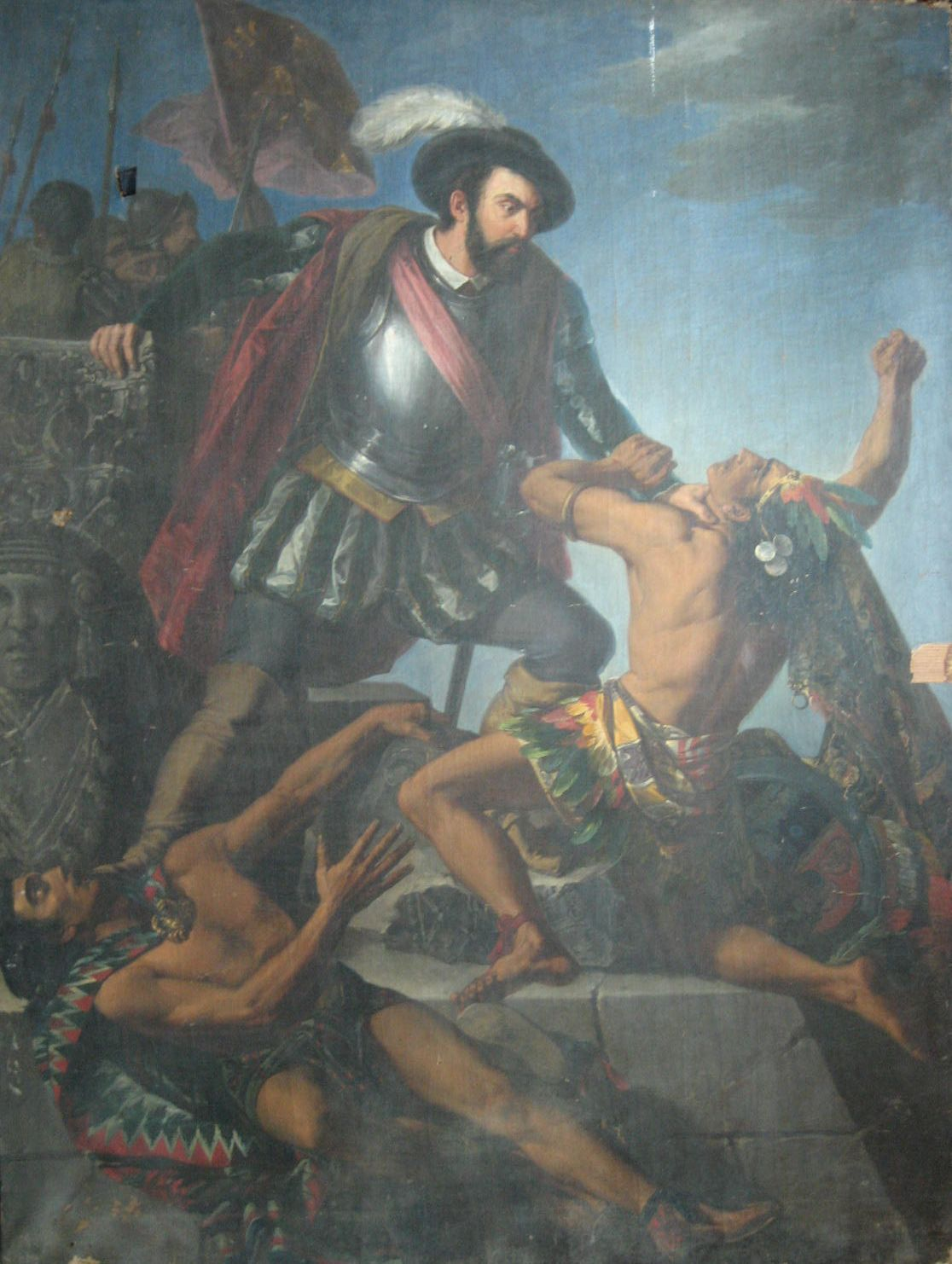
二人のアステカ人と戦うエルナン・コルテス

コルテスはこの時テノチティトランに接近し、複雑に本土からの幹線道路を切断しスペインが建造した武装したブリガンティンと共に湖を支配し陸路で湖に輸送して包囲攻撃に取り掛かった。テノチティトラン包囲攻撃は8か月で終わった。包囲軍は食糧の供給を遮断し、都市に水を運ぶ水道管を破壊した:359, 368。
モクテスマ2世の従兄弟の新皇帝クアウテモックが組織したアステカ王国の断固とした抵抗運動にもかかわらずテノチティトランとトラテロルコは皇帝がカヌーで逃走しようとして捕らえられた1521年8月13日に陥落した。包囲攻撃と防衛は共に残忍なものであった。寛大に国王と皇帝にテノチティトランを贈りたかったので、コルテスは包囲攻撃を外交を通じて終わらせる努力を数回行ったが、あらゆる申し出は拒否された。戦闘中に防衛軍はスペインを激怒させた行為である祭壇で70人のスペインの捕虜から生きた心臓をウィツィロポチトリに向けて切り取った:386–87, 391, 401–03。
コルテスはこの時寺院のアステカ王国の神々の偶像を取り除きキリスト教のイコンに置き換えるよう命じた。寺院は二度と人間の犠牲のために使わないことも発表した。アステカ王国の先住民の間では一般的であった人間の犠牲と人食いの風習の報告はコルテスに刺激を与え死ぬまで戦う一方で兵士が降伏しないように仕向ける主な理由であった。
テノチティトランは包囲攻撃中にトラスカラの動員可能な兵力に加えて火事や大砲の砲撃でほぼ完全に破壊されていて、遂に陥落し、間もなくこの場所にメキシコシティーになるものの建設を開始するので、スペインは破壊を続けた。生き残ったアステカ王国の人々はテノチティトランや周辺の島々に住むことを禁じられ、トラテロルコに住むべく追放された。
コンキスタドールベルナル・ディアス・デル・カスティリョはテノチティトランを略奪した後で悔恨していたようであった。後にその本先住民が贈り物を惜しみなく与え部屋や食糧を与えたヌエバ・エスパーニャ征服の本当の歴史で言った。公園や都市周辺を流れる運河に感嘆した。「周囲の光景を注視する時」ディアスは言った「自分の中でこれは世界の公園だと考えた。この日見た驚きの全ては今は何も残っていない。全ては転覆され失われている。」

## スペインの更なる征服戦争

### ミチョアカーン
アステカ王国陥落について聞いた後でイレチャタンガスアン2世は特使をスペインの勝者に派遣した（タラスカ王国はアステカ王国の同時代の国であり敵であった）。数人のスペイン人は特使が支配者に紹介され贈り物が交換されたツィンツンツァンに特使と行った。特使は金の見本を携えて帰国し、コルテスのタラスカ王国への関心が呼び覚まされた。

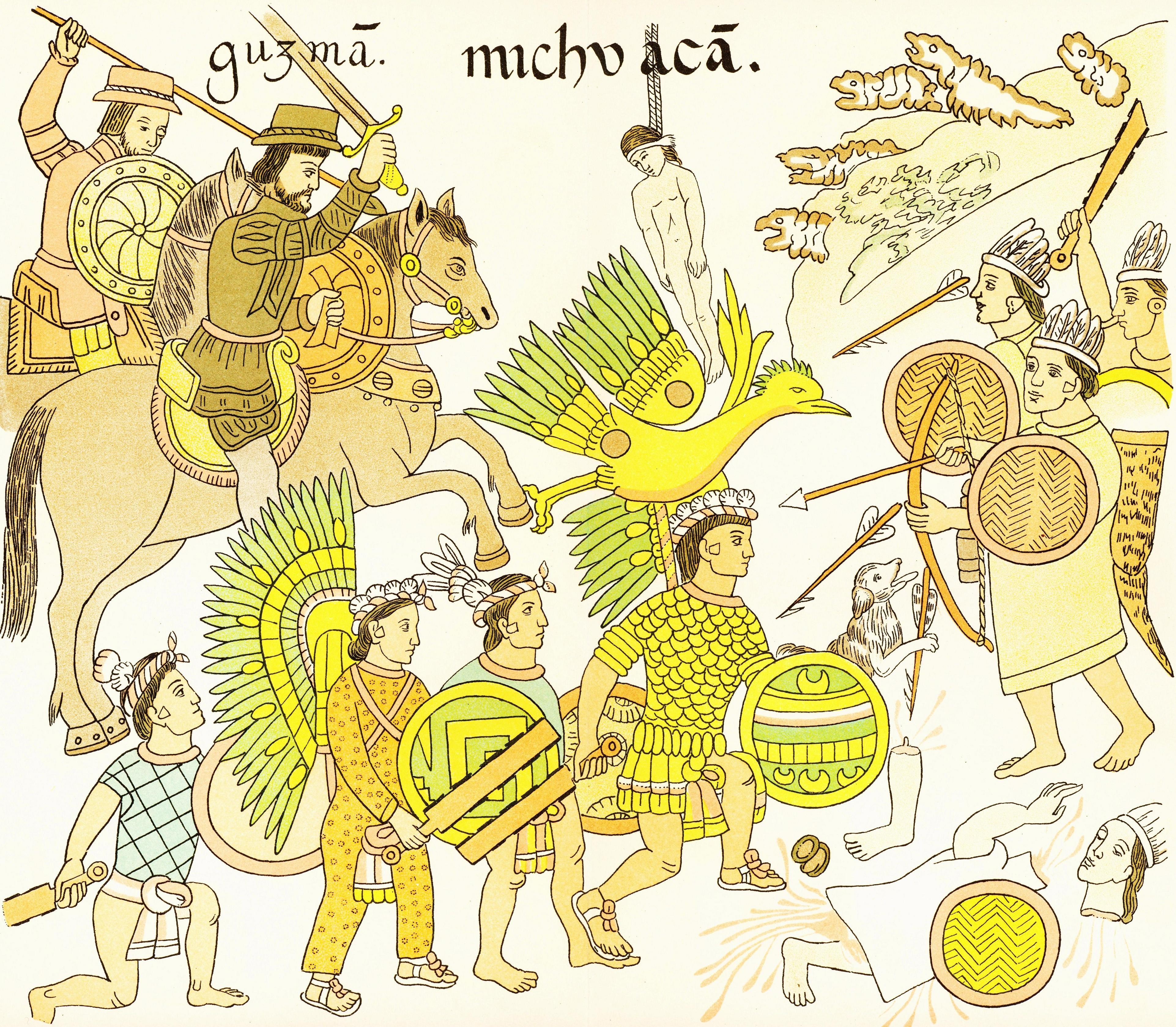
コルテスの敵対者ヌーニョ・デ・グスマンがミチョアカン征服でトラスカラ同盟と共にスペイン兵を率いた。

1522年、クリストバル・デ・オリド指揮下のスペイン軍がトラスカラ王国の領土に派遣され、当時のツィンツンツァンに到着した。帝国軍は何千人もの規模で、恐らく10万人はいたが、決定的な瞬間に戦闘を選択しなかった。タンガスアンはスペイン政権に屈服したが、協力の故に広範な自治が認められた。このことでコルテスとタンガスアンの両方がその後自分がミチョアカーンの支配者だと考える奇妙な協定に繋がった。ミチョアカンの人々は両方に年貢を支払った。
後に当時の第一アウディエンシア長官ヌーニョ・デ・グスマンは征服すべき人々を探して5000-8000人の部隊と北西メキシコを進むことを決めた。ミチョアカーンに到着し、タンガスアンが依然コンキスタドールがイレチャに対してドン・ペドロ・パンサ・クイニエラーンガリと同盟する王国の事実上の支配者であることを発見した。タンガスアンは年貢や獣姦、異端信仰を許可せずに反乱を企んだとして審理され、拷問され処刑された。灰はレルマ川に捨てられた。暴力と動乱の時代が始まった。次の数十年間、傀儡の支配者がスペイン政府により据えられた。

### ユカターン半島征服
スペインのユカターン半島征服はほぼ170年かかった。全過程を通じて人口が半減する原因となり伝統的な社会構造が弱体化する先住アメリカ人の膨大な死傷者を生じる3つのそれぞれのエピデミックで長く掛かった。

### チチメカ戦争

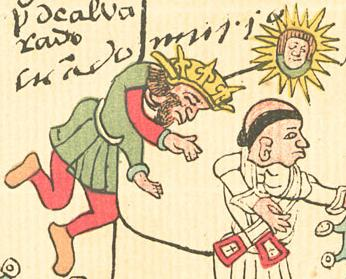
先住民のテリェリアノ・レメンシス古写本に描かれた1541年のペドロ・デ・アルバラードの死。頭の右側の絵文字はナワトル語の名前トナティウ（太陽）を表している。

スペインが中央メキシコを征服すると、探検隊はメソアメリカの更に北大チチメカとして知られる地域に派遣された。ヌーニョ・デ・グスマンが率いる探検隊はテナマストリ率いる反乱と従ってミシュトン戦争の開始の原因となりながら特にチチメカ族に辛辣に接した。
1540年、チチメカは当時グアダラハラのスペイン入植地を包囲したミシュトンやノチストラン・デ・メヒアなどの山岳の町を要塞化した。副総督クリストーバル・デ・オニャテを援助しに来た有名なコンキスタドールペドロ・デ・アルバラードはノチストラン・デ・メヒアに対する攻撃を指揮した。しかしチチメカは反撃し、アルバラードの軍は徹底的に打ち破られた。副王ドンアントニオ・デ・メンドーサの指揮の下スペイン軍と先住民同盟は最終的に町を再確保し抵抗運動を抑圧することに成功した。しかし戦闘はその後も完全に中止には到らなかった。
1546年、スペイン当局はサカテカスで銀を発見し地形やチチメカの伝統的な生活様式を変えるチチメカ地域の鉱山入植を開始した。チチメカは「銀道」沿いの旅行者や商人を攻撃することで先祖伝来の土地への侵入に抵抗した。続くチチメカ戦争（1550年-1590年）はスペイン軍とアメリカ大陸の先住民の最長で最も犠牲の多い戦争になる。攻撃は年を増す毎に激しくなった。1554年、チチメカは60両の荷馬車の行列を攻撃し3万ペソ相当の貴重品を手に入れるとスペインを大敗させた。1580年までに数千人が死亡しチチメカ地域のスペインの鉱山入植地は継続的に脅威にさらされた。1585年、ビリャマンリケ侯爵ドン・アルバロ・マンリケ・デ・スーニガが副王に任命された。副王は一部のスペイン兵が奴隷として売る目的で平和的な先住民の村を襲撃することで収入を補い始めたことを知ると激怒した。はっきりとした終戦のない中でこの地域への平和を回復することを固く決意しチチメカ指導部と交渉し土地や糧食などの商品を提供することで完全な平和攻勢を開始した。この「買い入れによる平和」政策で遂にチチメカ戦争は終わった。

## スペイン統治下のアステカ
インディアス枢機会議は1525年に設置され、最初のアウディエンシアは1527年に開催された。1535年、神聖ローマ皇帝カール5世（カルロス1世として知られるスペインの国王）はスペインの貴族ドンアントニオ・デ・メンドーサを初代ヌエバ・エスパーニャ副王に任命した。キューバのベラースケス総督の権威を振り捨てた時に独立心が強いことを示し公式命令を無視したメキシコの征服者エルナン・コルテスと違いメンドーサは専らスペイン国王への忠誠を示した。ヌエバ・エスパーニャという名称はコルテスが提案し後にメンドーサが正式に受け入れた。
アステカ王国は1521年8月にスペインのテノチティトラン最終征服と共に存在しなくなった。王国はテノチティトランのメシカと同盟するか征服され国内の支配構造を維持する一方でメシカに貢ぎ物を上納する分裂した都市国家から成り立った。主として無傷の土地所有などの経済構造と同じく支配する上層部と貢ぎ物を上納する庶民の国内構造も残すこの政体は今ではスペインの支配下で起こった。歴史家チャールズ・ギブソンによる2つの主要な著作16世紀のトラスカラ（1952年）と専攻論文スペイン統治下のアステカ：メキシコ渓谷の先住民の歴史（1519年–1810年）（1964年）はスペインの征服から1810年のメキシコ独立期への先住民とその共同体の史料編纂を作り変える上で中心作業であった。
先住民の言語で先住民の文書を使う近年新文献学と呼ばれるメソアメリカの民族史部門の一部の学者は、先住民がどのようにスペインの植民地支配時代を生きたかをかなり詳細に調査できている。主な出典として植民地時代の先住民の文書を利用する主な著作は、ジェームズ・ロカートの征服後のナワ族：征服後の中央メキシコ史と文献学である。征服以前の先住民の構造の相当な連続性がいかに可能であったかを理解する鍵はスペインが先住民の貴族を植民地で利用したことである。植民地時代に先住民の貴族は主に貴族に対するスペイン貴族の称号ドンやドニャなどの特典と共にスペインの植民地政府により貴族と認められた。今日モクテスマ公爵の称号はスペインの貴族に使われている。数人の先住民貴族はスペイン語を習った。スペインの托鉢修道士は先住民に自分達の言語をラテン文字で書くことを教え、間もなく地域レベルで永続的な伝統になった。現存する著作物は植民地時代のナワ族の知識にとって必須のものである。
中央メキシコの最初の托鉢僧、特にフランシスコ会士とドミニコ会士は先住民を先住民の言語でキリスト教に改宗させる目的で先住民のナワトル語を学んだ。初期の托鉢僧はキリスト教化事業に向けた目的で文書を作った。特に重要なのはフランシスコ会の論争アロンソ・デ・モリーナで編集された1571年のスペイン語・ナワトル語辞典と司祭のための1569年のナワトル語・スペイン語2言語用手引であった。メキシコのフランシスコ会の主な事業は、托鉢修道士ベルナルディーノ・デ・サアグンが多数の重要な文書に結実しフローレンティーノ古写本として英語で出版された結果的に12巻の文書ヌエバ・エスパーニャの物の総合史になった先住民の情報提供者を使って監修したナワ族の信仰と文化に関する知識の編纂であった。インディアス枢機会議と16世紀後半のフランシスコ会の叙階を通じてスペイン国王は、益々異端や先住民の本当の改宗に向けた障害に関わる司祭や聖職者が書いた先住民の言語の著作物に反感を持つようになった。
今では現代メキシコである場所の征服に参加したスペイン人に報いるためにスペイン国王はエンコミエンダ制を通じて労働に特に全先住民社会の譲渡である先住民の労働の助成金を認可した。先住民はこの制度の下では売られたり本籍の社会から除かれる動産である奴隷ではなかったが、この制度は依然として強制労働の一つであった。中央メキシコの先住民は政体の上層部やテノチティトランのメシカ領主に対する上層部への労働や貢ぎ物を差し出す慣例があり、そのためにスペインのエンコミエンダ制は先行する労働提供の形の上に作られた。
初期の植民地時代のメキシコのスペイン人征服者は先住民の労働で生計を立てた。先住民に対するぞっとする侵害例に対して司教バルトロメ・デ・ラス・カサスは代わりに黒人奴隷を輸入することを提案した。ラス・カサスは後に黒人奴隷に行われる酷い扱いを見ると後悔した。

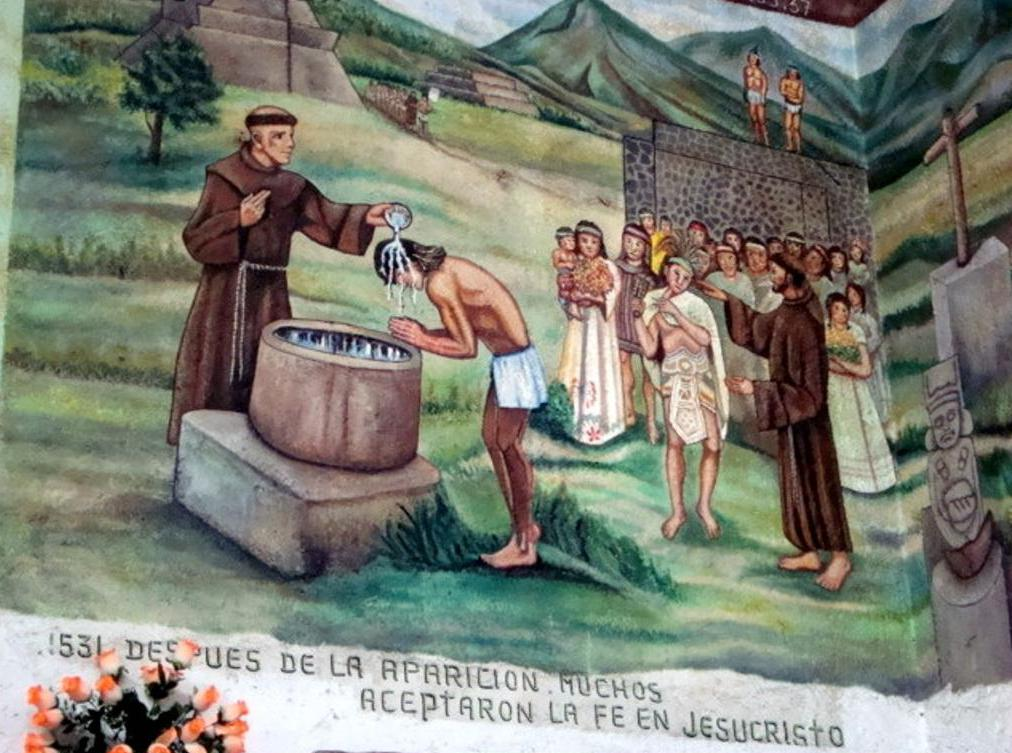
メキシコの福音伝道

この先住民の強制労働制度を永続させた他の発見は、先住民の強制労働により数百年間働かされスペインに流れる富の殆どを提供したペルー高地（現在はボリビア）などのスペイン帝国領のポトシで発見された広大な銀鉱山であった。
ウェストによると「奴隷制はアステカやその近隣の中でよく作られた機能であった」。「征服に当たってスペインは頬に各個人の焼き印を押しながら戦利品として大量の先住民（男や女、子供）を合法的に奴隷化した。」事実「コルテスは主に金鉱床で使われる数百人の奴隷がいた」。先住民を奴隷にすることは1542年に廃止されたが、1550年代まで存続した。
スペインは宗教改革と闘いトルコの欧州侵攻を中断させるための傭兵を雇うのにこの富を大量に使った。商品を生産するヨーロッパはアジアや中東で需要がなかったので、銀は外国で商品を獲得するのに使われた。マニラ・ガレオンは陸路のシルクロードやインド洋の欧州通商路より遙かに多くの銀を直接南アメリカの鉱山から中国にもたらした。
アステカの教育制度は廃止され非常に限定的な教会教育に置き換えられた。アマランサスのようなメソアメリカの宗教活動に関連する食糧は禁止された。カトリックの宣教師はアステカの文化的伝統に対する運動を起こし、キリスト教以前の伝統のようなマジックマッシュルームの使用は急速に抑圧された。カトリックに改宗した人の中にスペインはテオナナーカトルからカトリックの聖餐式に移行するよう圧力を掛けた。この歴史にもかかわらず一部の遠隔地ではテオナナーカトルが使われ続けた。
16世紀、恐らく24万人のスペイン人がアメリカの港に入港した。次の世紀には45万人にまでなった。英語を話す北アメリカの植民地主義者と違いスペインの植民地主義者の大半は結婚したり先住民の側室を作る独身男性で、植民地化の最初期にイサベル1世女王により促進されさえした。この連合の結果として内縁の妻や隠し妻と同じくメスティーソとして知られる混血者がスペイン征服以降の時代にメキシコ人の大半となった。

## アステカの文化的描写

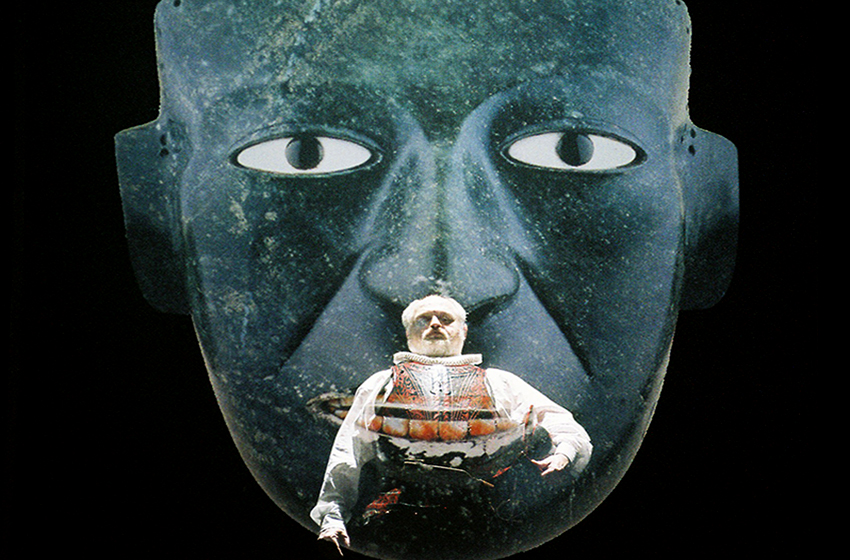
オペラ『ラ・コンキスタ』（2005年）の場面

スペインのアステカ王国征服はオペラ『ラ・コンキスタ』（2005年）やイタリア人作曲家ロレンツォ・フェレロによる6つの交響詩『ラ・ヌエバ・エスパーニャ』（1992年–99年）の主題である。
コルテスの征服は様々なテレビドキュメンタリーで描写されている。ここには英国放送協会のシリーズ『英雄と悪役』と同じくコルテスをブライアン・マッカーディーが演じる王国建設が含まれている。
『カスティリャからの総督』（1947年）は初期のコルテスとアステカについての話である。
探検隊も主役のトゥリオとミゲルがメキシコへのエルナン・コルテスの艦隊の密航者として終わるようなアニメーション映画『エル・ドラド 黄金の都』に部分的に含まれていた。ここで新世界の伝説の黄金郷エル・ドラードを発見する探索を導くコルテスは非情で野心のある悪役として描かれている。エルナン・コルテスの声はジム・カミングスが担当した。
文化的な主体性を擁護するアステカの苦闘などのスペインの征服の余波はサルバドール・カラスコ監督のメキシコの長編映画『別の征服』の主題である。
歴史家ダニエレ・ボレッリはポッドキャストの『炎の歴史』の4話についてスペインの征服の詳細な報道を行った。
メキシコの壁画家ディエゴ・リベラ（1886年–1957年）は1929年–1930年にクエルナバカのコルテス宮殿の壁面に『モレロスの歴史 征服と革命』を描いた。
『エルナーン』と題するマヤ語とナワトル語、スペイン語の歴史劇シリーズは、テレビシオーン・アステカとドパミネ、オンサ・エンターテインメントが2019年に共同制作した。場面はメキシコ沿岸に到着してからメシカが敗れるまでのエルナン・コルテスと中核グループを巡り展開する。
物語化されたテノチティトラン陥落は2021年のマーベル・シネマティック・ユニバース映画『エターナルズ』で描写された。

## 注
1. ↑  “Indigeniso e hispanismo”.   Arqueología mexicana. 2016年3月4日時点のオリジナルよりアーカイブ。2015年10月20日閲覧。 (Spanish)
2. 1 2  Thomas, Hugh. Conquest: Montezuma, Cortes, and the Fall of Old Mexico, (New York: Simon and Schuster, 1993), 528–529.
3. 1 2 3  Clodfelter 2017, p. 32.
4. ↑  Diaz, B., 1963, The Conquest of New Spain, London: Penguin Books, ISBN 0140441239: states that Cortes's men lost all the artillery they had initially arrived with during La Noche Triste.
5. ↑  Bernard Grunberg, "La folle aventure d'Hernan Cortés", in L'Histoire n°322, July–August 2007: states that Cortes arrived in Mexico with 15 cannons, before acquiring the forces of en:Pánfilo de Narváez.
6. 1 2 3 4  Restall, Matthew (15 January 2019). When Montezuma met Cortés : the true story of the meeting that changed history. HarperCollins. ISBN 978-0-06-242727-4. OCLC 1042102952
7. 1 2  “Conquest of the Aztec Empire Part I” (英語). www.spanishwars.net. 2017年5月6日閲覧。
8. ↑  Townsend, Camilla. Malintzin's Choices: An Indian Woman in the Conquest of Mexico. p. 92
9. 1 2  Mark A. Burkholder, Lyman L. Johnson (2019). Colonial Latin America (10th ed.). 2019. pp. 54–57. ISBN 9780190642402 2020年12月6日閲覧。
10. ↑  Schwartz, Stuart B. (2000). Victors and Vanquished: Spanish and Nahua Views of the Conquest of Mexico. Boston: Bedford/St Martin's. pp. 157. ISBN 978-0-312-39355-7
11. ↑  Ida Altman, et al. The Early History of Greater Mexico, Pearson, 2003, p. 59.
12. ↑  Schwartz, Stuart B. (2000). Victors and Vanquished: Spanish and Nahua Views of the Conquest of Mexico. Boston: Bedford/St. Martins. pp. 157. ISBN 978-0-312-39355-7
13. ↑  Egerton, Douglas R. (2007). The Atlantic World. Wheeling, Illinois: Harlan Davidson, Inc.. pp. 100. ISBN 978-0-88295-245-1
14. 1 2  Ross Hassig (2006). Aztec Warfare. University of Oklahoma Press: Norman and London. ISBN 978-0806137933 2020年12月6日閲覧。
15. ↑  Douglas, Daniel (1992). “Tactical Factors in the Spanish Conquest of the Aztecs”. Anthropological Quarterly 65 (4):  187–194. doi:10.2307/3317246. JSTOR 3317246.
16. ↑  Lockhart and Schwartz, Early Latin America (1983). See especially chapter 3, "From islands to the mainland: the Caribbean phase and subsequent conquests."
17. ↑  Townsend, Camilla. "Malintzin's Choices: An Indian Woman in the Conquest of Mexico" University of New Mexico Press, 2006. p, 36
18. 1 2  Timeline of Hernan Cortes' Conquest of the Aztecs, https://www.thoughtco.com/hernan-cortes-conquest-of-aztecs-timeline-2136533
19. ↑  Thomas, Hugh. “Conquest.” Apple Books https://itunes.apple.com/us/book/conquest/id593921773?mt=11
20. ↑  Cempoala http://www.mexicoarcheology.com/cempoala/
21. ↑  Levy, Buddy. Conquistador: Hernan Cortes, King Montezuma, and the Last Stand of the Aztecs. p. 55-56
22. ↑  Levy, Buddy. Conquistador: Hernan Cortes, King Montezuma, and the Last Stand of the Aztecs. p 62-64
23. ↑  Thomas, Hugh. Conquest: Montezuma, Cortes, and the Fall of Old Mexico. p. 237
24. ↑  Thomas, Hugh. Conquest: Montezuma, Cortes, and the Fall of Old Mexico. p. 237-246
25. ↑  Townsend, Camilla. Malintzin's Choices: An Indian Woman in the Conquest of Mexico. p. 60-62
26. ↑  "Spaniards Attack Cholulans From Díaz del Castillo, Vol. 2, Chapter 83". American Historical Association. Archived from the original on 2012-10-08. Retrieved 2012-04-08.
27. ↑  Díaz del Castillo, Bernal; "Historia verdadera de la conquista de la Nueva España" cap CXXX pp.104-108.
28. ↑  Robert Ricard, The Spiritual Conquest of Mexico. Translated by Lesley Byrd Simpson. Berkeley: University of California Press 1966.
29. ↑  Sarah Cline, "Conquest Narratives," in The Oxford Encyclopedia of Mesoamerica, David Carrasco, ed. New York: Oxford University Press 2001, vol. 1, p. 248
30. ↑  Ida Altman, Sarah Cline, and Javier Pescador, The Early History of Greater Mexico, chapter 4, "Narratives of the Conquest". Pearson, 2003, pp. 73–96
31. ↑  A BIBLIOGRAPHIC INTRODUCTION TO TWENTY MANUSCRIPTS OF CLASSICAL NAHUATL LITERATURE Willard P. Gingerich University of Pittsburgh 1975 https://www.jstor.org/stable/2502581
32. ↑  James Lockhart, We People Here: Nahuatl Accounts of the Conquest of Mexico, translated and edited. University of California Press, 1991, p. 39
33. ↑  Patricia de Fuentes, ed. The Conquistadors: First-Person Accounts the Conquest of Mexico, Norman: University of Oklahoma Press 1993. Previously published by Orion Press 1963.
34. ↑  "Two Letters of Pedro de Alvarado" in The Conquistadors, Patricia de Fuente, editor and translator. Norman: University of Oklahoma Press 1993, pp. 182–96
35. ↑  "The Cronicle of the Anonymous Conquistador" in The Conquistadors: First-person Accounts of the Conquest of Mexico Patricia de Fuente, (editor and trans). Norman: University of Oklahoma Press 1993, pp. 165–81
36. ↑  James Lockhart, We People Here, University of California Press 1991, pp. 289–97
37. ↑  Fernando Alva Ixtlilxochitil, Ally of Cortés: Account 13 of the Coming of the Spaniards and the Beginning of the Evangelical Law. Douglass K. Ballentine, translator. El Paso: Texas Western Press 1969
38. ↑  Fray Bernardino de Sahagún, The Conquest of New Spain, 1585 Revision translated by Howard F. Cline, with an introduction by S.L. Cline. University of Utah Press 1989.
39. ↑  Fray Diego Durán, The History of the Indies of New Spain [1581], Trans., annotated, and with an introduction by Doris Heyden. Norman: University of Oklahoma Press, 1994.
40. ↑  James Lockhart, We People Here: Nahuatl Accounts of the Conquest of Mexico, University of California Press 1991, pp. 256–73
41. 1 2 3 4 5 6 7 8 9 10 11  León-Portilla, M. 1992, The Broken Spears: The Aztec Accounts of the Conquest of Mexico. Boston: Beacon Press, ISBN 978-0807055014
42. ↑  S.L. Cline "Introduction," History of the Conquest of New Spain, 1585 Revision by Bernardino de Sahagún, Salt Lake City: University of Utah Press 1989.
43. ↑  Lockhart, James, "Introduction" to William Hickling Prescott, History of the Conquest of Mexico, New York: The Modern Library, 2001, p. xxv.
44. ↑  Fray Bernardino de Sahagún, General History of the Things of New Spain (The Florentine Codex). Book 12. Arthur J.O. Anderson and Charles Dibble, translators. Salt Lake City: University of Utah Press.
45. 1 2 3  Tsouras, Peter (2005). Moctezuma: Warlord of the Aztecs. Washington, DC: University of Nebraska Press
46. 1 2 3 4 5 6 7 8 9 10 11 12 13 14 15 16 17 18 19 20 21 22 23 24 25 26 27 28 29 30 31 32 33 34 35 36 37 38 39 40 41 42 43 44 45 46 47 48 49 50 51 52 53 54 55 56 57 58 59 60 61 62 63 64 65 66  Diaz, B., 1963, The Conquest of New Spain, London: Penguin Books, ISBN 0140441239
47. 1 2  Egerton, Douglas R. (2007). The Atlantic World. Wheeling, Illinois: Harlan Davidson, Inc.. pp. 97. ISBN 978-0-88295-245-1
48. ↑  Camilla Townsend, "Burying the White Gods: New Perspectives on the Conquest of Mexico" The American Historical Review Vol. 108, No. 3 (June 2003), pp. 659–87
49. ↑  Levy, Thomas. Conquest: Cortes, Montezuma, and the Fall of Old Mexico. p. 43
50. ↑  Restall, Matthew. Seven Myths of the Spanish Conquest. Oxford University Press (2003), ISBN 0-19-516077-0
51. ↑  Schwartz, Stuart B., ed. Victors and Vanquished: Spanish and Nahua Views of the Conquest of Mexico. Boston: Bedforf, 2000.
52. ↑  (p. 192)
53. 1 2  Cohen, Sara E. (March 1972). “How the Aztecs Appraised Montezuma”. The History Teacher 5 (3):  21–30. doi:10.2307/491417. JSTOR 491417.
54. 1 2  Hassig, Ross, Mexico and the Spanish Conquest. Longman: London and New York, 1994. p. 45
55. ↑  Ida Altman, S.L. (Sarah) Cline, The Early History of Greater Mexico, Pearson, 2003, p. 54
56. ↑  David A. Boruchoff, "Hernán Cortés," International Encyclopedia of the Social Sciences, 2nd ed. (Detroit: Macmillan, 2008), vol. 2, pp. 146–49.
57. ↑  Boruchoff, "Hernán Cortés."
58. ↑  Hassig, Ross, Mexico and the Spanish Conquest. Longman: London and New York, 1994. p. 46.
59. ↑  Thomas, Hugh. Conquest: Montezuma, Cortés, and the Fall of Old Mexico p. 141
60. ↑  James Lockhart, Spanish Peru, 1532–1560, Madison: University of Wisconsin Press 1968.
61. ↑  ゲレロは「アギラール兄さん、私は結婚し子供が3人いて、人々はここでは私をカシケと見、戦時には指導者になります・・・しかし顔には刺青があり耳にはピアスがあります。このような私を見たらスペイン人は何と言うでしょうか。この子達が何と目鼻立ちが整っているか見てください！」と答えたと伝えられている。（ 60頁）
62. ↑  Townsend, Camilla (2006) (English). Malintzin's Choices: An Indian Woman in the Conquest of Mexico. Albuquerque: University of New Mexico Press. pp. 12. ISBN 978-0826334053
63. ↑  “Conquistadors – Cortés”.   PBS. 2010年10月31日閲覧。[リンク切れ]
64. ↑  Karttunen, Frances. "Malinche and Malinchismo" in Encyclopedia of Mexico, vol. 2, p. 777-78. Chicago: Fitzroy Dearborn 1997.
65. ↑  Tuck, Jim (2008年10月9日). “Affirmative action and Hernán Cortés (1485–1547) : Mexico History”.   Mexconnect.com. 2010年10月31日閲覧。
66. ↑  Karttunen, Frances. "Rethinking Malinche," in Indian Women: Gender Differences and Identity in Early Mexico. Norman: University of Oklahoma Press 1993.
67. ↑  See: Restall, Matthew. Seven Myths of the Spanish Conquest. Oxford University Press: Oxford and New York, 2003.
68. ↑  Matthew Restall, "Seven Myths of the Spanish Conquest", 2003
69. ↑  Cortés Burns His Boats pbs.org
70. ↑  “Conquistadors – Cortés”.   PBS. 2010年10月31日閲覧。
71. ↑  Hugh Tomas, The conquest of Mexico, 1994
72. ↑  Evans, Susan Toby (2001). Archaeology of ancient Mexico and Central America, an Encyclopedia. New York & London: Garland Publishing, Inc. pp. 139–41
73. ↑  “Empires Past: Aztecs: Conquest”.   Library.thinkquest.org. 2009年2月2日時点のオリジナルよりアーカイブ。2010年10月31日閲覧。
74. ↑  Informantes de Sahagún: Códice Florentino, lib. XII, cap. X.; Spanish version by Angel Ma. Garibay K.
75. 1 2  Russell, Philip L. (2010). The history of Mexico from pre-conquest to present. New York: Routledge. p. 12. ISBN 9781136968280 2016年10月21日閲覧。
76. ↑  Denevan, William M., ed (1992). The Native population of the Americas in 1492 (2nd ed.). Madison, Wis.: University of Wisconsin Press. pp. 148–49. ISBN 9780299134334 2016年10月21日閲覧。
77. ↑  Carrasco, David (2000). The Return of Quetzalcoatl and the Irony of Empire: Myths and Prophecies in the Aztec Tradition. University Press of Colorado. pp. 150
78. 1 2 3  Brooks, Francis J. (May 1995). “Motecuzoma Xocoyotl, Hernán Cortés, and Bernal Díaz del Castillo: The Construction of an Arrest”. The Hispanic American Historical Review 75. No. 2:  149–83.
79. ↑  Prescott, William H. (1873). The History of the Conquest of Mexico. Philadelphia: J.B. Lippincott. pp. 82–83
80. ↑  Egerton, Douglas R. (2007). The Atlantic World. Wheeling, Illinois: Harlan Davidson, Inc.. pp. 98. ISBN 978-0-88295-245-1
81. ↑  Anonymous informants of Sahagún, Florentine Codex, book XII, chapter XVI, translation from Nahuatl by Angel Ma. Garibay
82. ↑  Brumfiel, Elizabeth M. (1990). “Review: Aztec Religion and Warfare: Past and Present Perspectives”. Latin American Research Review 25 N.2:  248–59. doi:10.1017/S0023879100023487.
83. ↑  Nagao, Debra (Winter 1990). “Reviewed Work: The Great Temple of Tenochtitlan: Center and Periphery in the Aztec World by Johanna Broda, David Carrasco, Eduardo Matos Moctezuma”. Ethnohistory 37 (1):  97–99. doi:10.2307/481953. JSTOR 481953.
84. 1 2  Egerton, Douglas R. (2007). The Atlantic World. Wheeling, Illinois: Harlan Davidson, Inc.. pp. 99. ISBN 978-0-88295-245-1
85. ↑  Matthew, Laura E. (2012). Memories of Conquest: Becoming Mexicano in Colonial Guatemala. University of North Carolina Press. ISBN 978-1-4696-0179-3
86. ↑  Díaz del Castillo, Bernal (1800). The True History of the Conquest of New Spain
87. ↑  Hakim, Joy (2005). The First Americans: Prehistory - 1600 (3rd ed.). Oxford University Press. pp. 110
88. ↑  Gorenstein (1993, xiv).
89. ↑  Gorenstein (1993, xv).  ある出典によるとタンガスアン2世は馬に引きずられ焼かれた。
90. ↑  Nancy Marguerite Farriss (1984). Maya Society Under Colonial Rule: The Collective Enterprise of Survival. Princeton UP. pp. 58–59. ISBN 0691101582
91. ↑  “John P. Schmal”.   Somosprimos.com. 2010年10月31日閲覧。
92. ↑  Charles Gibson, Tlaxcala in the Sixteenth Century, New Haven: Yale University Press 1952
93. ↑  Charles Gibson, The Aztecs Under Spanish Rule: A History of the Indians of the Valley of Mexico, 1519–1810, Stanford: Stanford University Press 1964.
94. ↑  Review by Benjamin Keen in Hispanic American Historical Review Vol. 45, No. 3 (Aug. 1965), pp. 477–80
95. ↑  James Lockhart, The Nahuas After the Conquest: Postconquest Central Mexican History and Philology, Stanford: Stanford University Press 1992.
96. ↑  Frances Karttunen, "Aztec Literacy," in George A. Coller et al., eds. The Inca and Aztec States, pp. 395–417. New York: Academic Press 1982.
97. ↑  Fray Alonso de Molina, Vocabulario en lengua cstellana y mexicana y mexcana y castellana(1571), Mexico: Editorial Porrúa, 1970
98. ↑  Fray Alonso de Molina, Confessionario mayor en la lengua castellana y mexicana (1569), With an introduction by Roberto Moreno. Mexico: Instituto de Investigaciones Filológicos, Instituto de Investigaciones Históricos, Universidad Nacional Autónoma de México.
99. ↑  Howard F. Cline, "Evolution of the Historia General" in Handbook of Middle American Indians, Guide to Ethnohistorical Sources, vol. 13, part 2, Howard F. Cline, volume editor, Austin: University of Texas Press, 1973 p. 196.
100. ↑  Blackburn 1997: 136; Friede 1971: 165–66
101. ↑  West, Robert. Early Silver Mining in New Spain, 1531–1555 (1997). Bakewell, Peter. ed. Mines of Silver and Gold in the Americas. Aldershot: Variorum, Ashgate Publishing Limited. pp. 65–66
102. ↑  Guzmán, Gastón (2008-11-01). “Hallucinogenic Mushrooms in Mexico: An Overview” (英語). Economic Botany 62 (3):  404–412. doi:10.1007/s12231-008-9033-8. ISSN 1874-9364.
103. ↑  Axtell, James (September–October 1991). “The Columbian Mosaic in Colonial America”. Humanities 12 (5):  12–18.  オリジナルの17 May 2008時点におけるアーカイブ。 2008年10月8日閲覧。.
104. ↑  訳注：この節の仮リンクの邦題は全て翻訳者の付けた仮訳である。
105. ↑  “The Conquest of Mexico” (2017年5月25日). Template:Cite webの呼び出しエラー：引数 accessdate は必須です。

### 一次資料
- Alva Ixtlilxochitil, Fernando.  Ally of Cortés: Account 13 of the Coming of the Spaniards and the Beginning of the Evangelical Law. Douglass K. Ballentine, translator. El Paso: Texas Western Press 1969. ISBN 978-0874-04015-9
- Anonymous Conqueror, the (1917). Narrative of Some Things of New Spain and of the Great City of Temestitan. Marshall Saville (trans). New York: The Cortés Society
- Codex Azcatitlan, Introduction de Michel Graulich, commentaire de Robert H. Barlow mis à jour par Michel Graulich [comment by Robert h. Barlow put updated by Michel Graulich] Bibliothèque nationale de France-Société des Américanistes, Paris, 1995. (フランス語) ISBN 978-2717-71944-4
- Cortés, Hernán. Letters – available as Letters from Mexico translated by Anthony Pagden (1986) ISBN 0-300-09094-3
- de Fuentes, Patricia, ed. The Conquistadors: First-Person Accounts of the Conquest of Mexico.  Norman: University of Oklahoma Press 1993. Previously published by Orion Press 1963. ISBN 978-0806-12562-6
- Bernal Díaz del Castillo, The Conquest of New Spain – available as The Discovery and Conquest of Mexico: 1517–1521 ISBN 0-306-81319-X
- Durán, Diego. The History of the Indies of New Spain (1581). Translated and edited by Doris Heyden. Norman: University of Oklahoma Press 1994. ISBN 978-0806-14107-7
- León-Portilla, Miguel (Ed.) (1992). The Broken Spears: The Aztec Account of the Conquest of Mexico. Ángel María Garibay K. (Nahuatl-Spanish trans.), Lysander Kemp (Spanish-English trans.), Alberto Beltran (illus.) (Expanded and updated ed.). Boston: Beacon Press. ISBN 0-8070-5501-8 (textbook, anthology)
- Lockhart, James. We People Here: Nahuatl Accounts of the Conquest of Mexico, Berkeley and Los Angeles: University of California Press 1991. (anthology) ISBN 978-1592-44681-0
- López de Gómara, Francisco. Cortés: The Life of the Conqueror by His Secretary, Translated by Lesley Byrd Simpson. Berkeley: University of California Press 1964. ISBN 978-0520-00491-7
- López de Gómara, Francisco, Hispania Victrix; First and Second Parts of the General History of the Indies, With the Whole Discovery and Notable Things That Have Happened Since They Were Acquired Until the Year 1551, With the Conquest of Mexico and New Spain
- Sahagún, Fray Bernardino de. General History of the Things of New Spain (The Florentine Codex). Book 12. Arthur J.O. Anderson and Charles Dibble, translators. Salt Lake City: University of Utah Press. ISBN 978-1607-81167-1
- Sahagún, Fray Bernardino de. The Conquest of New Spain, 1585 Revision. Trans. by Howard F. Cline, introduction and notes by S.L. Cline. Salt Lake City: University of Utah Press 1989.ISBN 978-0874-80311-2
- Schwartz, Stuart B., ed. Victors and Vanquished: Spanish and Nahua Views of the Conquest of Mexico. Boston: Bedford, 2000. (textbook, anthology) ISBN 978-0312-39355-7
- Siepel, Kevin H. Conquistador Voices: The Spanish Conquest of the Americas As Recounted Largely by the Participants. vol. 1. Spruce Tree Press 2015. (textbook, anthology) ISBN 978-0978-64662-2
- Solis, Antonio de. The History of the Conquest of Mexico by the Spaniards (1753). Trans. Thomas Townsend. 2 vols. New York: AMS Press 1973. ISBN 978-1385-12366-9
- Solis, Antonio de. Historia de la conquista de Méjico. Reprint, Forgotten Books 2018. ISBN 978-0265-70774-6
- Vázquez de Tapia, Bernardino. Relación de méritos y servicios del conquistador. (c. 1545). Mexico: UNAM 1972.

### 二次資料
- Berdan, Frances F. The Aztecs of Central Mexico: An Imperial Society. Holt, Rinehart and Winston, (1982) ISBN 0-03-055736-4
- Hassig, Ross. Time, History, and Belief in Aztec and Colonial Mexico. Texas University Press (2001) ISBN 0-292-73139-6
- Hassig, Ross. Mexico and the Spanish Conquest. Longman: London and New York, (1994) ISBN 0-582-06828-2
- Gruzinski, Serge. The Conquest of Mexico: Incorporation of Indian Societies into the Western World, 16th – 18th centuries. Polity Press 1993. ISBN 978-0745-61226-3
- Prescott, William H. History of the Conquest of Mexico, with a Preliminary View of Ancient Mexican Civilization, and the Life of the Conqueror, Hernando CortesISBN 0-375-75803-8
- Restall, Matthew. Seven Myths of the Spanish Conquest. Oxford University Press (2003) ISBN 0-19-516077-0
- Restall, Matthew. When Montezuma Met Cortés: The True Story of the Meeting that Changed History. Ecco 2018. ISBN 978-0062-42726-7
- Todorov, Tzvetan. The Conquest of America by  (1996) ISBN 0-06-132095-1
- Thomas, Hugh .Conquest: Cortés, Montezuma, and the Fall of Old Mexico by  (1993) ISBN 0-671-51104-1
- White, Jon Manchip Cortés and the Downfall of the Aztec Empire by  (1971) ISBN 0-7867-0271-0

### 追加の著書目録
- Brandt, Anthony. "Perfect storm at Tenochtitlan 1521: How Cortes's band of hidalgos destroyed the Mexica Empire." MHQ: The Quarterly Journal of Military History (2014): 58.
- Daniel, Douglas A. "Tactical Factors in the Spanish Conquest of the Aztecs." Anthropological Quarterly (1992): 187–94.
- Raudzens, George. "So Why Were the Aztecs Conquered, and What Were the Wider Implications? Testing Military Superiority as a Cause of Europe's Pre-Industrial Colonial Conquests." War in History (1995): 87–104.
- Townsend, Camilla. Malintzin's Choices: An Indian Woman in the Conquest of Mexico. Albuquerque: University of New Mexico Press, 2006.
- White, John Manchip. "Cortes and the Downfall of the Aztec Empire: A Study in a Conflict of Cultures." The Hispanic American Historical Review (1972): 467–68.